# Czechy
Czechy, Republika Czeska (cz. Česko, Česká republika [ˈt͡ʃɛska: ˈrɛpublɪka] ( odsłuchaj)) – unitarne państwo śródlądowe w Europie Środkowej, istniejące od 1 stycznia 1993, po podziale Czechosłowacji na Czechy i Słowację. Od północy graniczy z Polską, od zachodu i północnego zachodu z Niemcami, od południa z Austrią, a od wschodu ze Słowacją. Stolicą i największym miastem Czech jest Praga. Państwo składa się z trzech historycznych krain – Czech właściwych, Moraw i Śląska Czeskiego. Na powierzchni 78 866 km² żyje ponad 10,5 mln osób, z czego 94% to Czesi. Państwo czeskie dzieli się na czternaście krajów. Czechy są republiką parlamentarną, demokratycznym państwem prawa o liberalnym systemie rządów, opartym na swobodnej rywalizacji partii i ruchów politycznych. Głową państwa jest prezydent. Naczelnym organem władzy ustawodawczej jest parlament z Izbą Poselską i Senatem, władzy wykonawczej rząd z czternastoma ministerstwami, a władzy sądowniczej Sąd Konstytucyjny i Sąd Najwyższy. Czechy są członkiem wielu organizacji międzynarodowych, m.in. ONZ, Unii Europejskiej, NATO, strefy Schengen, Rady Europy, OECD i Grupy Wyszehradzkiej.
Według Banku Światowego Czechy należą do 31 najbogatszych krajów świata pod względem dochodów per capita. Procent mieszkańców Czech żyjących poniżej progu ubóstwa jest znikomy. Czechy wykazują stosunkowo niewielki stopień nierówności w dochodach pomiędzy najbogatszymi i najbiedniejszymi obywatelami oraz stosunkowo zrównoważoną redystrybucję majątku. Bezrobocie jest od dłuższego czasu na niskim poziomie, znacznie poniżej średniej krajów rozwiniętych. Na podstawie danych Institute for Economics and Peace zawartych w Global Peace Index Czechy są 10. najbezpieczniejszym krajem świata pod względem zagrożenia wojną i występowania przestępczości fizycznej. W indeksie śladu ekologicznego Czechy są w porównaniu do pozostałych krajów rozwiniętych znacznie mniejszym dłużnikiem ekologicznym, jednak na osobę są największym emitentem CO2 w UE.
Według Indeksu poziomu korupcji prowadzonego przez Transparency International, w 2015 r. Czechy znajdowały się na 10. miejscu wśród krajów w UE.

## Pochodzenie nazwy kraju
Nazwa Czechy (cz. Čechy) pojawia się po raz pierwszy w źródłach pisanych w IX wieku. W 1777 roku pojawia się młodsza nazwa Česko, będąca wynikiem procesów słowotwórczych zachodzących wówczas w języku czeskim. Po 1993 roku przyjęło się używać nazwę Čechy jako określenie Czech właściwych, podczas gdy Česko miało oznaczać cały kraj, łącznie z Morawami i czeską częścią Śląska. Podział ten jest czysto umowny i nie jest ściśle przestrzegany. Kontrowersje nazwa kraju wywołuje czasem na Morawach, ze względu na pewne poczucie odrębności etnicznej części Morawian, i wcześniejsze próby ustanowienia nazwy kraju jako Republiki Czeskomorawskiej.
Współcześni językoznawcy łączą nazwę Czechy z rdzeniem čel-, w którym miało dojść do ekspresyjnej zamiany l w chь. Rdzeń ten występuje również w wielu innych słowach, np. čeleď (czeladź) i člověk (człowiek). Liczne przykłady w językach słowiańskich pozwalają przypuszczać, że nazwa utworzona z rdzenia čel- i hipokorystycznego morfemu -chь miała pierwotnie oznaczać „członka rodu, ziomka” lub nawet „człowieka”. Nazwą tą posługiwało się jedno lub więcej plemion słowiańskich zamieszkujących w okresie średniowiecza Kotlinę Czeską.
Łacińska nazwa Czech – Bohemia (Boiohaemum), pochodzi od nazwy celtyckiego plemienia Bojów, którzy zamieszkiwali Kotlinę Czeską w okresie starożytnym. Od nazwy łacińskiej pochodzi także niemiecka nazwa kraju Böhmen i francuska Bohême. Stąd też bohema w znaczeniu cyganeria artystyczna.

## Symbole państwowe Czech
Oficjalnymi symbolami państwa czeskiego są: wielki i mały herb Czech, flaga Czech, flaga prezydenta Czech, pieczęć państwowa Czech, czeskie barwy narodowe i hymn Czech Gdzie jest dom mój? Symbole państwowe wskazują na tradycje średniowiecznego państwa czeskiego (herb), ruchu husyckiego (hasło Prawda zwycięży! sztandaru prezydenckiego), odrodzenia narodowego (hymn) i Czechosłowacji (flaga). Wyjątkowym szacunkiem darzona jest korona świętego Wacława, będąca relikwią narodową, nieoficjalnym symbolem państwowości i suwerenności czeskiej. Symbolem państwa czeskiego jest również lipa, której wizerunki liści umieszczone są m.in. na pieczęci państwowej i banknotach czeskich.

## Geografia
Czechy są państwem w środkowej Europie, bez dostępu do morza.
Graniczą od zachodu z Niemcami, od południa z Austrią, od wschodu ze Słowacją i od północy z Polską. Wybiegnięcia terytorium Czech w głąb innych państw sąsiednich (tzw. cyple lub worki, cz. výběžky): cypel aski, cypel szluknowski (też „cypel rumburski” lub „worek szluknowski”), cypel frydlancki, cypel broumowski, cypel jawornicki (też „cypel jesienicki”), cypel osobłoski i cypel brzecławski (też Trójkąt dyjski lub „cypel lanżhocki”).

### Ukształtowanie terenu

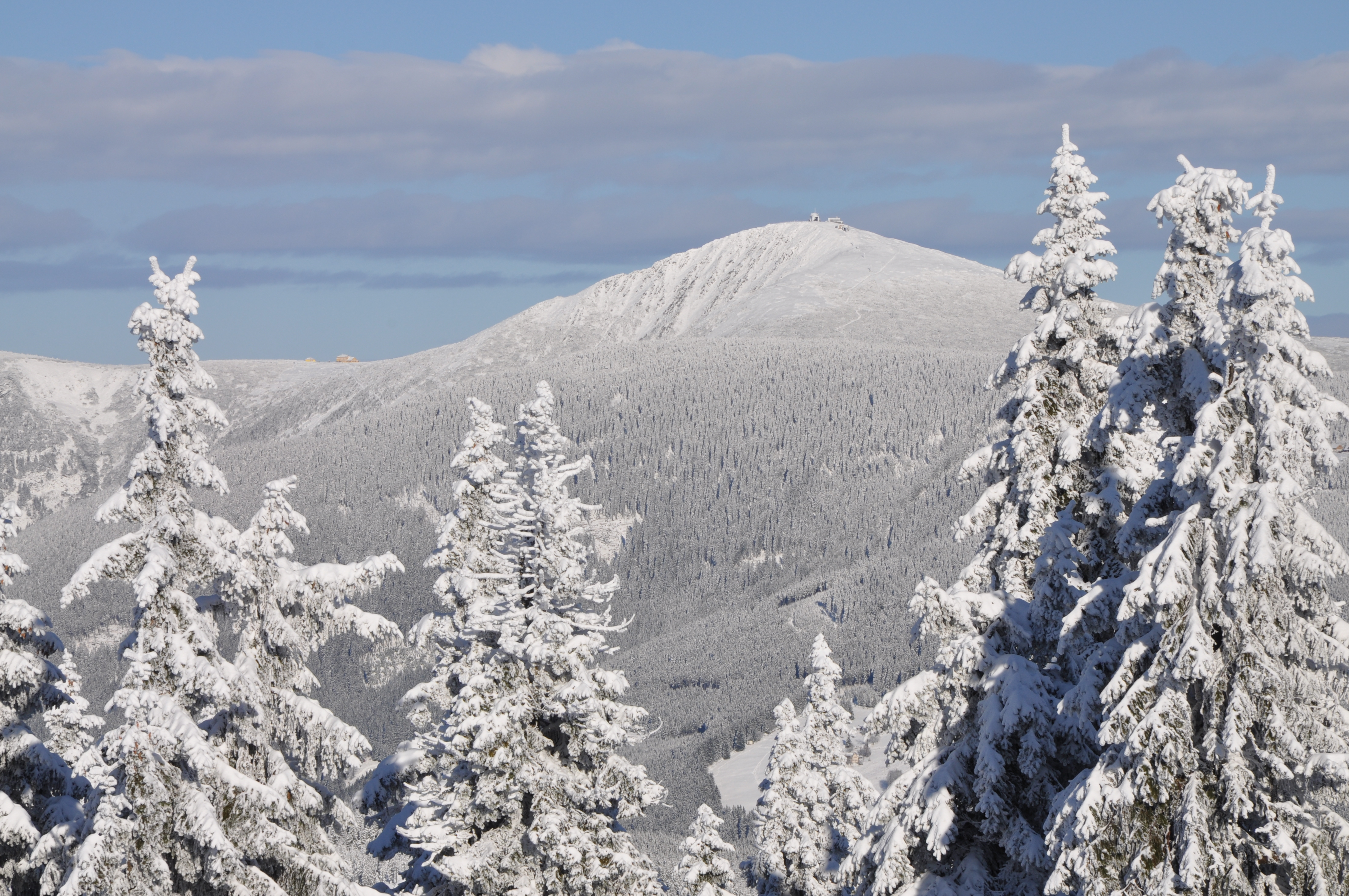
Śnieżka – najwyższy szczyt Czech

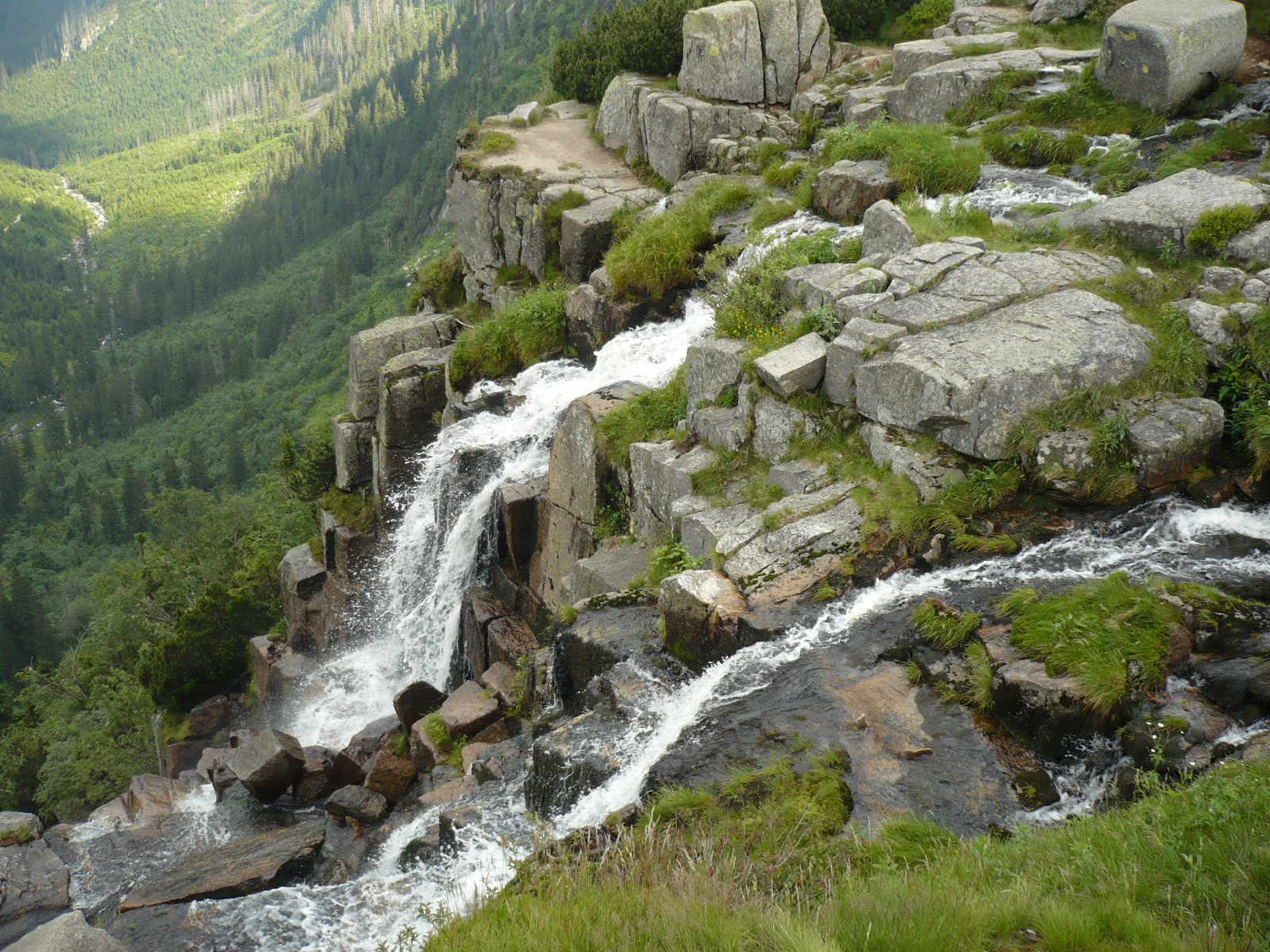
Wodospad Panczawy – najwyższy wodospad Czech

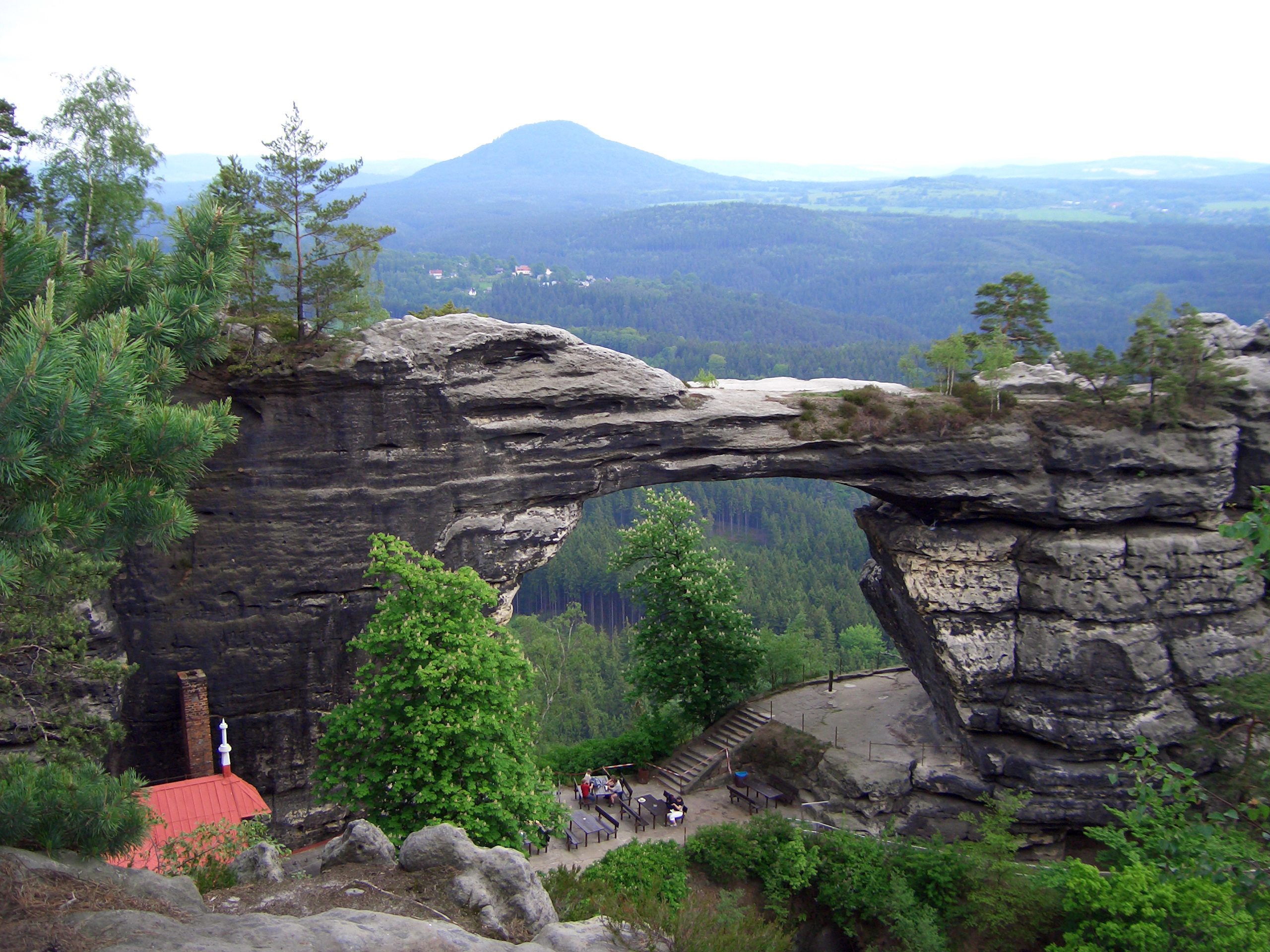
Brama Pravčicka – największy naturalny skalny most w Europie

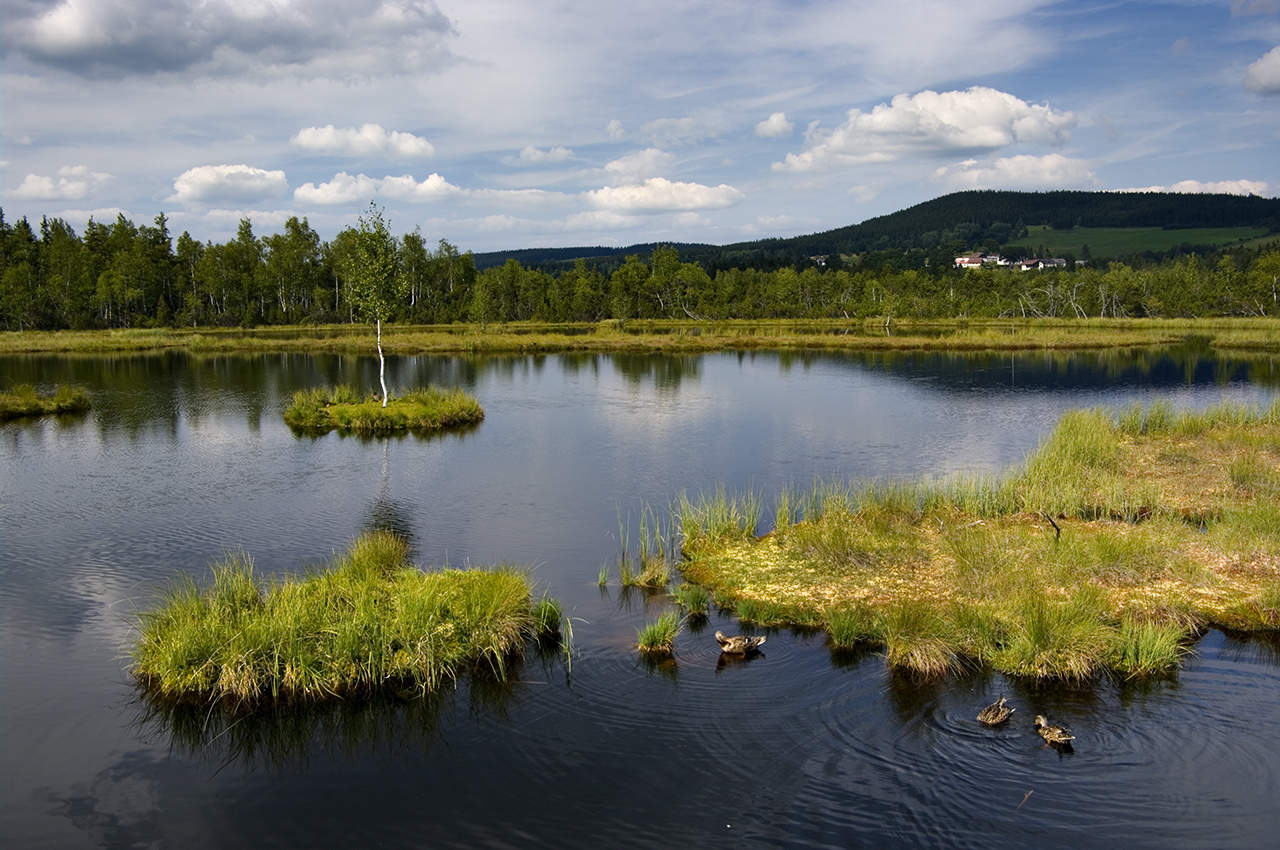
Torfowisko Chalupskie w Szumawskim Parku Narodowym

Większość terytorium Czech zajmują tereny wyżynno-górskie Masywu Czeskiego. Jest on otoczony z trzech stron górami: Sudetami (Śnieżka 1603 m n.p.m.), Rudawami (Klínovec 1244 m n.p.m.), Lasem Czeskim (1042 m n.p.m.) i Lasem Bawarskim (Szumawą). Środkowa część Masywu Czeskiego jest zapadliskiem z doliną Łaby, zaś na południu znajdują się kotliny Trzebońska i Budziejowicka. Od Karpat Masyw Czeski oddzielony jest na wschodzie morawsko-śląskim pasem obniżeń.

### Klimat
W Czechach panuje klimat umiarkowany ciepły, ze średnią temperaturą w styczniu –1 do –3 °C, a w lipcu 18–19 °C. Średnia roczna suma opadów to 500–700 mm. Na terenach górskich panuje klimat ostry ze średnią temperaturą roczną ok. 4 °C i opadami rzędu 1200 mm

### Wody
Terytorium Czech należy do zlewisk trzech mórz:
- Północnego – 51 399 km²,
- Czarnego – 22 744 km²,
- Bałtyckiego – 4721 km².

Największe rzeki poszczególnych zlewisk to:
- w zlewisku Morza Północnego:
  - Łaba
    - Wełtawa
      - Lužnice
      - Sázava
      - Otava
      - Berounka

    - Ohrza
- w zlewisku Morza Czarnego:
  - Morawa
    - Beczwa
    - Dyja
- w zlewisku Morza Bałtyckiego:
  - Odra
    - Opawa
    - Osobłoga
    - Olza
    - Ostrawica

Na rzekach zlokalizowano wiele zbiorników retencyjnych, np.:
- Orlicki
- Lipieński
- Slapski

Czechy znane są z miejscowości uzdrowiskowych z wodami mineralnymi, także z gorącymi źródłami (cieplicami), m.in. Karlowe Wary (73 °C), Mariańskie Łaźnie (29,6 °C).

## Historia Czech
Początki państwowości czeskiej sięgają IX wieku, kiedy księstwa czeskie zostały zjednoczone przez rodzimą dynastię Przemyślidów, panujących do 1306 r. W 1019 r. Brzetysław I zjednoczył Czechy i Morawy, a w 1085 r. Wratysław II został koronowany na króla. Wtedy też Czechy weszły w skład Świętego Cesarstwa Rzymskiego. W latach 1310–1437 na tronie zasiadali Luksemburgowie. Za czasów Karola IV Czechy, a przede wszystkim Praga, stały się centrum Świętego Cesarstwa Rzymskiego, przeżywając swój największy rozkwit. Reformatorska działalność husytów wywołała wojny religijne z katolikami, które doprowadziły do spadku znaczenia Czech. Od 1526 r. na tronie na stałe zasiadali Habsburgowie, którzy wprowadzili rządy absolutystyczne. Po bitwie białogórskiej w 1620 r. rozpoczął się proces rekatolicyzacji i germanizacji kraju, który z niezależnego królestwa zredukowany został do de facto prowincji habsburskiej. Na przełomie XVIII i XIX w. doszło do odrodzenia narodowego. W 1804 r. Czechy formalnie stały się częścią Cesarstwa Austriackiego i później Austro-Węgier. W wyniku I wojny światowej doszło do rozpadu Austro-Węgier i powstania Czechosłowacji, wspólnego państwa Czechów i Słowaków. Kryzys monachijski doprowadził do rozbioru Czechosłowacji i ostatecznie rozpadu wspólnego państwa. Okrojone Czechy i Morawy zostały zajęte przez III Rzeszę, podczas gdy Słowacja pod naciskiem Hitlera ogłosiła niepodległość, stając się niemieckim satelitą. W 1945 r. doszło do odtworzenia Czechosłowacji, która znalazła się w strefie wpływów ZSRR. W 1968 r. doszło do interwencji wojsk Układu Warszawskiego i likwidacji „socjalizmu z ludzką twarzą” – liberalnego czechosłowackiego komunizmu. Nastąpił okres tzw. „normalizacji”, czyli wprowadzania radzieckich standardów. W 1989 r. nastąpiła pokojowa zmiana ustroju na kapitalistyczny, a w 1993 r. doszło do pokojowego rozdzielenia Czechosłowacji na współczesną Republikę Czeską i Słowacką.

### Prehistoria i starożytność
Najstarsze ślady osadnictwa rodzaju Homo w Czechach pochodzą z dolnego paleolitu (900–700 tys. lat temu). Z okresem średniego paleolitu wiążą się znaleziska neandertalczyków, a górnego paleolitu najstarsze znaleziska człowieka współczesnego. Z paleolitu pochodzą bogate znaleziska kultur: olduwajskiej, aszelskiej, mustierskiej i wielu innych. Stosunkowo ubogie stanowiska pochodzą z mezolitu. W neolicie nastąpiło przejście z gospodarki zbieracko-łowieckiej do pasterskiej, kopieniaczej i żarowej. W chalkolicie nastąpił szybki rozwój rzemiosła, pojawiło się radło, koło i orka sprzężajna. Pierwsze ślady osadnictwa celtyckiego pochodzą z epoki brązu. W epoce żelaza około roku 400 p.n.e. na terytorium dzisiejszych Czech przybyło celtyckie plemię Bojów. Około 100 roku p.n.e. obszar dzisiejszych Czech podbiło germańskie plemię Markomanów, które skutecznie przeciwstawiało się wojskom rzymskim.

### Początki państwowości czeskiej

#### Państwo Samona i Wielkie Morawy
W V lub VI wieku pojawiły się pierwsze plemiona słowiańskie. Pierwszym państwem na terenie Czech i zarazem najstarszym państwem słowiańskim w ogóle było państwo Samona (624–661), mające charakter rozległego związku plemiennego, w którego skład wchodzili m.in. Czesi i Morawianie. W IX w. część plemion współtworzących dawne państwo Samona weszło w skład państwa wielkomorawskiego (833–907) z głównym ośrodkiem w Weligradzie. Najazdy węgierskie położyły w 907 r. kres istnieniu państwa wielkomorawskiego.
Dzięki działalności misyjnej Cyryla i Metodego na Wielkich Morawach doszło do wprowadzenia liturgii słowiańskiej i rozwoju piśmiennictwa staro-cerkiewno-słowiańskiego. W roku 884 książę czeski Borzywoj I przyjął chrześcijaństwo wschodniego rytu. W obawie przed utratą wpływu hierarchowie niemieccy rytu łacińskiego rozpoczęli działania przeciwko liturgii słowiańskiej (w tamtym czasie jeszcze nie było podziału na Kościół katolicki i prawosławny). W 885 r. papież Stefan V wydał bullę Quia te zelo fidei, w której potępił obrządek słowiański i uznał go za heretycki. W roku 973 zostało założone łacińskie biskupstwo praskie. Niemniej liturgia słowiańska przetrwała w Czechach do 1097 r., kiedy ostatni mnisi z Klasztoru Sazawskiego zostali wygnani z kraju.

#### Czechy Przemyślidów
Do końca IX w. Czechy właściwe nie stanowiły jednolitego organizmu politycznego i były podzielone na szereg księstw. W latach 888–895 księstwa czeskie były zależne od państwa wielkomorawskiego. Po upadku Wielkich Moraw najważniejszym ośrodkiem integracyjnym na ziemiach czeskich stało się księstwo Przemyślidów z głównym grodem w Pradze. Na przełomie IX i X wieku Przemyślidzi panowali już nad całymi Czechami właściwymi i około 955 roku podporządkowali sobie Morawy. Podczas rządów Wacława I Świętego doszło do umocnienia pozycji Kościoła w Czechach. Zamordowany przez brata Wacław I stał się patronem ziemi czeskich i razem ze św. Ludmiłą oraz św. Wojciechem należy do pierwszych świętych czeskich. Za panowania Bolesława I Srogiego Czechy obroniły swoją niezależność od Niemiec, doszło do centralizacji władzy i zastąpienia prawa plemiennego prawem książęcym.
Po śmierci Bolesława I ziemie czeskie zaczęły popadać w zależność od Świętego Cesarstwa Rzymskiego. W latach 1003–1212 Księstwo Czeskie było lennem Świętego Cesarstwa Rzymskiego. Pierwszym królem Czech dzięki poparciu cesarza Henryka IV został Wratysław II w roku 1085 (tytuł nie był wówczas dziedziczny). W 1212 roku przyszły cesarz Fryderyk II Hohenstauf wydał w podzięce za otrzymaną pomoc od Przemysła Ottokara I Złotą Bullę Sycylijską. Bulla podniosła pozycję Czech z lennika do uprzywilejowanego członka Cesarstwa Rzymskiego, przyznawała dziedziczny tytuł królewski książętom Czech i zmniejszała obowiązkowe posiłki wojskowe dostarczane przez Czechy do symbolicznej liczby trzystu zbrojnych. Cesarz, jako senior, zobowiązał się do udzielania inwestytury tylko takim władcom, którzy cieszyć się będą zaufaniem czeskiej szlachty, co pozwoliło na wykształcenie się monarchii elekcyjnej po wymarciu Przemyślidów.
Podczas panowania Przemysła Ottokara I (1197–1230) miał miejsce napływ niemieckich osadników, rozwój miast, handlu i przemysłu. Dzięki zwiększonym dochodom jego wnuk Przemysł Ottokar II rozszerzył swoje panowanie na obszar od historycznego Śląska poprzez Austrię po Słowenię. Doprowadziło to do konfliktu z Habsburgami, a sam Ottokar II zginął w bitwie na Morawskim Polu, co poskutkowało utratą jego zdobyczy terytorialnych. Jego syn Wacław II podbił część ziem polskich, jednakże jego syn Wacław III został zamordowany w Ołomuńcu podczas przygotowywania wyprawy zbrojnej przeciwko buntom w Polsce, w wyniku czego główna linia dynastii wygasła.

### Ziemie Korony Czeskiej

#### Panowanie Luksemburgów

Historyczna flaga Królestwa Czech i tymczasowa flaga Czechosłowacji w 1918 r.

Po śmierci Wacława II nastąpił okres destabilizacji państwa i konfliktów z Cesarstwem Rzymskim, zażegnany dopiero małżeństwem córki Wacława II, Elżbiety z Janem Luksemburskim, synem cesarza Henryka VII. Na mocy układu w Trenczynie (1335) Polska uznała panowanie Czech nad większością Śląska, a król czeski zrzekł się roszczeń do tronu polskiego.
Syn i następca Jana Luksemburskiego, Karol IV został wybrany na cesarza rzymskiego (1355) i walnie przyczynił się do rozkwitu Pragi, która licząc 40 tys. mieszkańców stała się jednym z największych miast ówczesnej Europy. Jako stolica Cesarstwa Rzymskiego, Praga pełniła rolę jego centrum kulturalnego i intelektualnego. Rozpoczęto budowę katedry św. Wita i mostu Karola. W roku 1348 zostało zaprojektowane Nowe Miasto, po dziś dzień pozostające przykładem nowoczesnej urbanistyki. Karol IV założył również Uniwersytet w Pradze, pierwszy w Europie Środkowej. Za jego panowania do Czech przyłączono Górny Palatynat (1355–1401), Łużyce (1356–1635), Brandenburgię (1373–1415) oraz księstwa świdnickie i jaworskie (1392–1742).
W 1348 r. Karol IV ustanowił Koronę Czeską, w skład której wchodziły: Królestwo Czech, Margrabstwo Moraw, poszczególne księstwa śląskie, a od 1356 r. także Łużyce. Nowy system miał stanowić gwarancję przed nadużyciami władzy królewskiej. Czeska korona świętego Wacława miała należeć do całego państwa i mogła być wyłącznie użyczana monarsze. Na mocy złotej bulli Karola IV król czeski stał się jednym z czterech dziedzicznych elektorów świeckich, dokonujących wyboru cesarza rzymskiego. Obok języka niemieckiego i włoskiego Bulla zobowiązywała dziedzica elektora do znajomości języka czeskiego. Dzięki staraniom Karola IV odnowiono słowiańską liturgię w Klasztorze Emaus w Pradze, na co uzyskano specjalną zgodę papieża. Ponownie obok łacinki zaczęto używać głagolicy i języka staro-cerkiewno-słowiańskiego. Klasztor stał się prężnym ośrodkiem teologicznym, w którym nauki pobierali przyszli przywódcy husyccy, m.in. Jan Hus. Kres liturgii słowiańskiej położyły ok. 1430 r. wojny religijne.
Protestanckie Czechy
Wprowadzenie liturgii słowiańskiej oraz działalność Konrada Waldhausera, Jana Milicza i przede wszystkim Jana Husa utorowały drogę dla reformatorskiej działalności husytów, których główne postulaty wyrażono w artykułach praskich (prawo do swobodnego głoszenia Słowa Bożego, przywrócenie komunii pod dwiema postaciami dla świeckich, odebrania duchowieństwu władzy świeckiej i sekularyzacja dóbr kościelnych oraz karanie za grzechy śmiertelne tylko przez władzę świecką). Podczas Soboru w Konstancji w 1414 r. Jan Hus został skazany na śmierć za herezję. Do procesu walnie przyczynili się hierarchowie katoliccy oraz cesarz Zygmunt Luksemburski, syn Karola IV. Wieść o spaleniu Husa doprowadziła w Czechach do wybuchu rebelii husyckiej przeciw katolikom.
W 1420 r. Zygmunt Luksemburski został ukoronowany na króla czeskiego, jednak zmuszono go do ucieczki za granicę. Wobec zaistniałej sytuacji papież razem z cesarzem ogłosili w latach 1420–1431 pięć wypraw krzyżowych przeciw heretyckim Czechom. Wszystkie krucjaty zostały zwyciężone przez wojska husyckie. W walkach z wojskami katolickimi wybitnym dowódcą okazał się Jan Żiżka. Dopiero w 1436 r. na skutek zdrady kalikstynów trzon wojsk husyckich uległ rozbiciu. W tym samym roku zawarto kompaktaty praskie. W zamian za uznanie władzy papiestwa i praw Zygmunta do korony czeskiej kompaktaty zapewniały autonomię Kościoła husyckiego, możliwość odprawiania liturgii w języku czeskim i wybór arcybiskupa praskiego przez czeski sejm. Zygmunt zmarł w 1437 r., będąc ostatnim czeskim władcą z dynastii Luksemburgów.
W 1458 r. czeskie stany wybrały na króla Jerzego z Podiebradów. Po odrzuceniu kompaktatów praskich przez papieża Piusa II (1462) Jerzy otwarcie opowiedział się za husytyzmem, stając się tym samym pierwszym monarchą europejskim, który odrzucił wiarę katolicką. Po śmierci Jerzego z Podiebradów jego następcą na tronie czeskim został wybrany Władysław II Jagiellończyk, pierwszy Jagiellon na tronie czeskim.
Część husytów na czele z Piotrem Chelczyckim utworzyła w 1457 roku Jednotę Braci Czeskich, która kontynuowała reformatorskie tradycje. Bracia czescy odrzucali możliwość prowadzenia walki zbrojnej z katolikami, koncentrując się na działalności gospodarczej, oświatowej i naukowej. Czescy protestanci zakładali liczne szkoły, drukarnie i popularyzowali czeskojęzyczną literaturę w celu udostępnienia jej szerokim masom społecznym. W wyniku tych zmian doszło w latach 1520–1620 do rozwoju czeskiego humanizmu i największego rozkwitu literatury czeskiej, która rozprzestrzeniła się szeroko poza stany duchowny i szlachecki.

#### Panowanie Habsburgów
W 1515 roku Jagiellonowie zawarli układ wiedeński z Habsburgami, dotyczący dziedziczenia tronu czeskiego i węgierskiego przez austriackich władców w przypadku wygaśnięcia czesko-węgierskiej linii Jagiellonów. W 1516 roku na tronie zasiadł syn zmarłego Władysława II, Ludwik Jagiellończyk, który zginął bezpotomnie w 1526 roku pod Mochaczem. Od tego czasu na tronie czeskim zasiadali nieprzerwanie katoliccy Habsburgowie, choć formalnie nie posiadali prawa do dziedziczenia tronu, gdyż każdy kandydat na króla musiał być najpierw zatwierdzany przez zgromadzenie stanów czeskich. Panowanie Habsburgów przyniosło Czechom ograniczenie przywilejów stanowych oraz swobód religijnych. W 1618 roku protestanci wyrzucili przez okna zamku na Hradczanach dwóch namiestników nowego króla Ferdynanda II (defenestracja praska 1618), którego czeskie stany nigdy nie wybrały na swojego władcę. Wydarzenie to stało się bezpośrednią przyczyną wybuchu wojny trzydziestoletniej (1618–1648).

##### Okres pobiałogórski
Konsekwencją klęski Czechów w bitwie na Białej Górze w 1620 roku była przymusowa rekatolicyzacja kraju, emigracja ludności protestanckiej, likwidacja monarchii elekcyjnej i zaprowadzenie sterowanego z Wiednia absolutyzmu. Chociaż Czechy były dalej formalnie niepodległym krajem, to faktycznie stały się częścią monarchii habsburskiej, związku państw połączonych wspólną rodziną panującą, z dominującą pozycją Austrii. Czechy nadal należały do Świętego Cesarstwa Rzymskiego, a jako król Czech, władca monarchii habsburskiej posiadał status elektora przy wyborze cesarza. Wraz z rekatolicyzacją doszło także do niemal całkowitej germanizacji szlachty i mieszczaństwa. Większość protestanckiej szlachty czeskiej emigrowała za granicę, a jej majątki na ziemiach czeskich były konfiskowane. Wielu czeskich mieszczan przeszło na judaizm, będący wówczas jedyną legalną alternatywą wobec katolicyzmu. Dorobek kulturalny protestantów uległ w znacznej mierze zniszczeniu, palono protestanckie książki i dzieła sztuki. Na miejsce starej protestanckiej szlachty czeskiej była osadzana nowa szlachta katolicka, pochodząca często z Austrii lub innych krajów niemieckich i w większości niemieckojęzyczna.
W 1635 roku za panowania Ferdynanda II utracono na rzecz Saksonii Łużyce, które już nigdy nie powróciły w skład Ziemi Korony Czeskiej. Na skutek trzech wojen śląskich (1740–1763) Habsburgowie stracili ziemię kłodzką oraz niemal cały Śląsk na rzecz Prus. Tym samym w granicach Korony Czeskiej pozostała jedynie skrajna południowo-wschodnia część regionu śląskiego, tzw. Śląsk Austriacki (głównie dawne księstwa: cieszyńskie, opawskie, karniowskie i część nyskiego).
W drugiej połowie XVII wieku dochodzi do stabilizacji ekonomicznej, wzrostu gospodarczego i rozwoju budownictwa, szczególnie architektury barokowej. Za panowania cesarza Józefa II (1780–1790) przeprowadzono szereg reform, m.in. zlikwidowano zakon jezuitów, oddzielono władzę sądowniczą od władzy wykonawczej. Decyzje o zniesieniu szarwarku, niewolnictwa i przywiązania chłopów do ziemi (1781) umożliwiły napływ czeskojęzycznej ludności wiejskiej do miast i wpłynęły na czeskie odrodzenie narodowe. Cały czas aż do roku 1848 obowiązywała jednak pańszczyzna. W celu powstrzymania odpływu głównie inwestorów protestanckich wydano patent tolerancyjny (1781), wprowadzający namiastkę wolności religijnej. Jednocześnie doszło do centralizacji i biurokratyzacji państwa oraz germanizacji urzędów i szkolnictwa wyższego. W 1749 roku została decyzją Marii Teresy zniesiona Czeska Kancelaria Dworska, wspólny organ administracyjny wszystkich Ziemi Korony Czeskiej. W 1804 roku Ziemie Korony Czeskiej stały się integralną częścią Cesarstwa Austriackiego. W wyniku likwidacji Świętego Cesarstwa Rzymskiego w 1806 roku Czechy straciły swoją pozycję w Sejmie Rzeszy w Ratyzbonie i Sądzie Kameralnym Rzeszy w Wetzlaru. W utworzonym w 1815 roku Związku Niemieckim przedstawicielstwo czeskie nie było już obecne. W kwestiach zagranicznych Ziemie Korony Czeskiej straciły wszystkie formalne resztki praw do reprezentowania własnych interesów. Pomimo braku wpływu na wybór króla, w Pradze odbywały się koronacje mające symbolizować jedność Ziemi Korony Czeskiej. W 1836 roku odbyła się ostatnia koronacja królewska w Pradze Ferdynanda I Habsburga. Następni władcy habsburscy tytułowali się królami czeskimi bez aktu koronacyjnego.

##### Odrodzenie narodowe

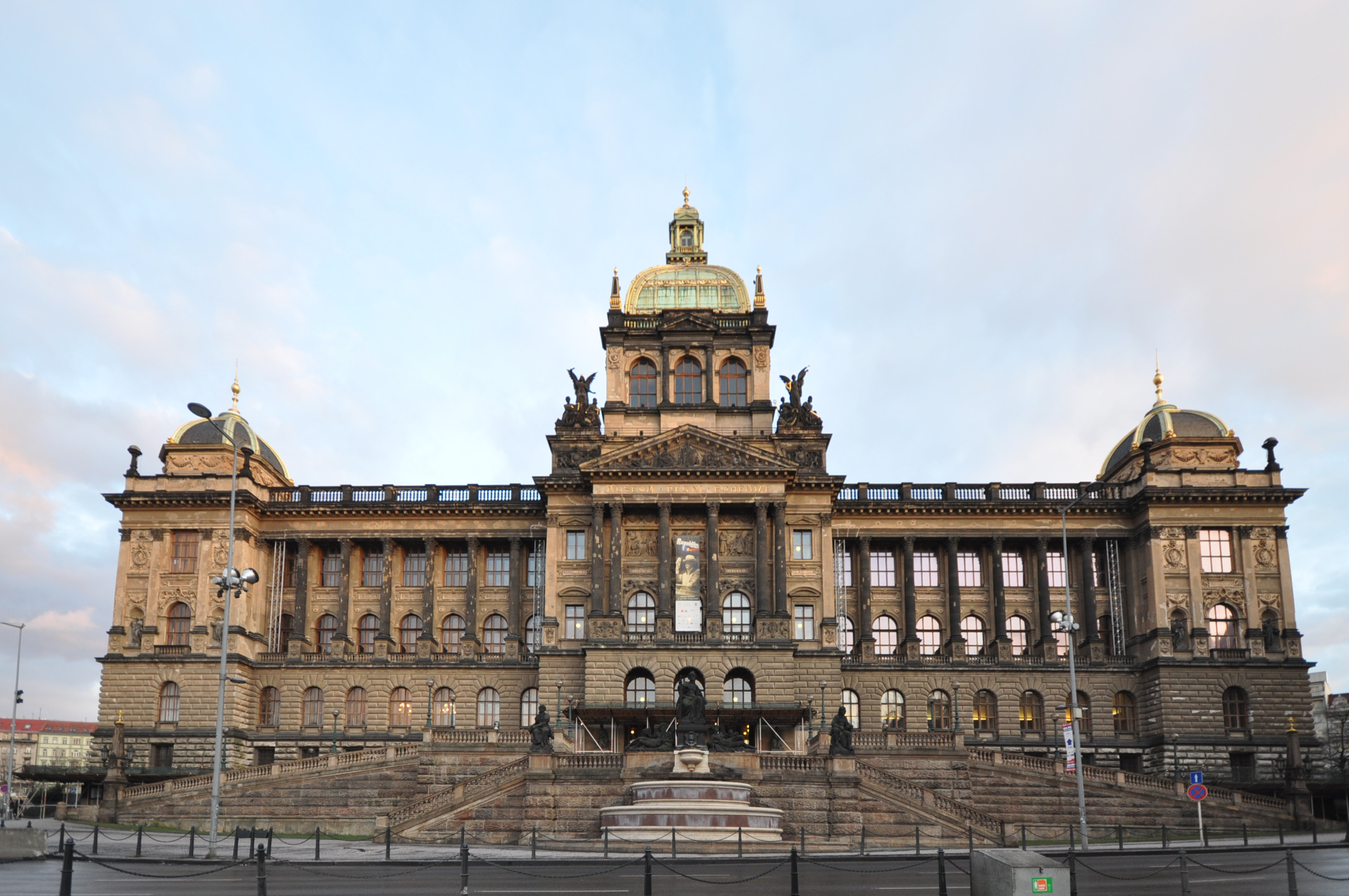
Muzeum Narodowe w Pradze, jedna z głównych instytucji związanych z czeskim odrodzeniem narodowym

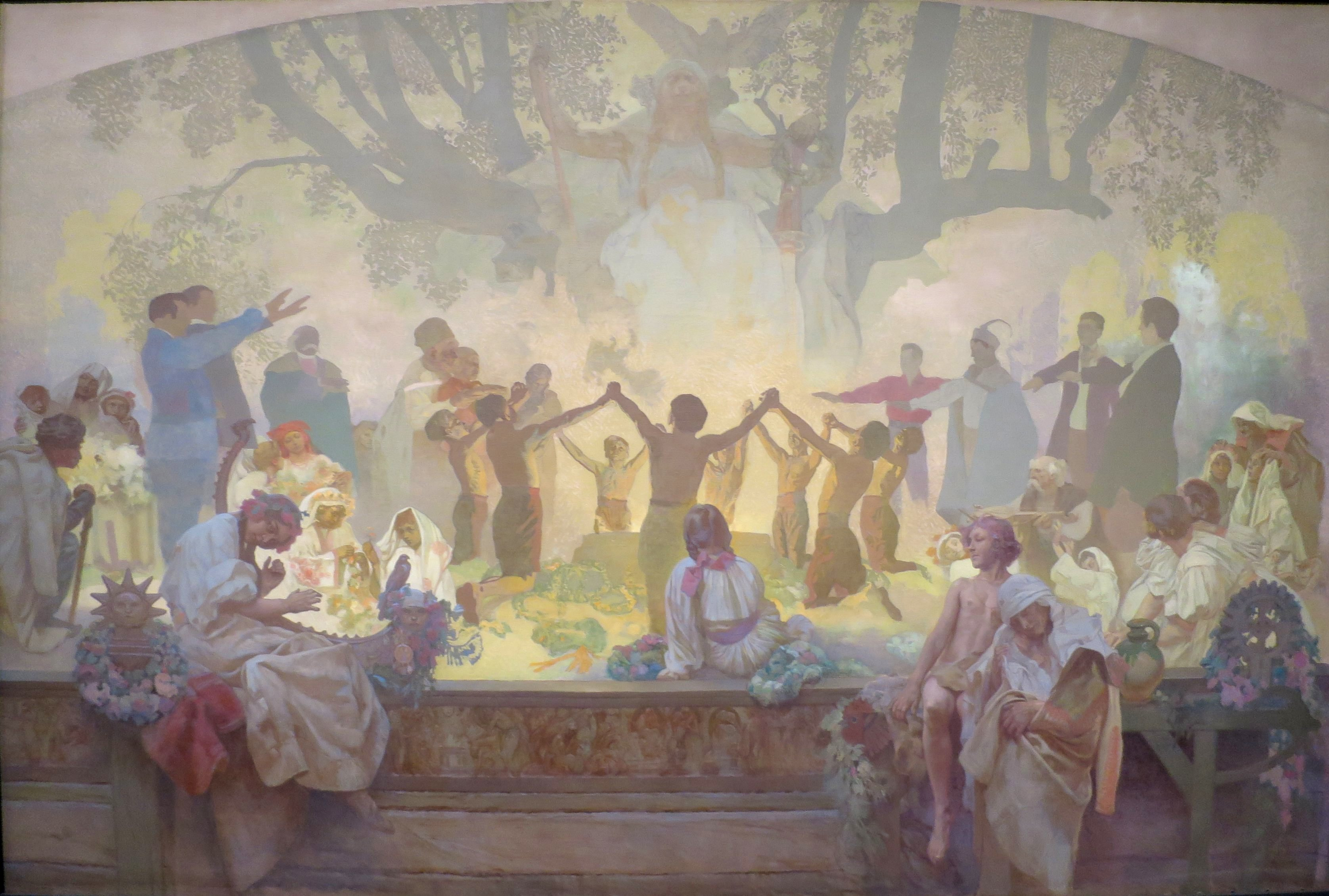
Przysięga Omladiny pod lipą słowiańską roku 1894: odrodzenie słowiańskie, obraz Alfonsa Muchy z 1926 roku

W wyniku rozpowszechnienia szkolnictwa i druku czescy intelektualiści doprowadzili w latach 1775–1848 do odrodzenia języka czeskiego i powstania czeskiego ruchu narodowego. Sytuacji tej sprzyjały ideały późnego oświecenia, romantyzmu i rewolucji francuskiej, które docierały na ziemie czeskie. Głównym zadaniem działaczy odrodzeniowych była emancypacja Czechów w monarchii habsburskiej. Najważniejszą rolę w podwyższeniu statusu i popularyzacji języka czeskiego odegrali m.in. Josef Dobrovský i Josef Jungmann, nadając czeszczyźnie cechy nowoczesnego języka literackiego. Głównymi źródłami inspiracji dla czeskich intelektualistów były: stara, protestancka literatura czeska, czeska kultura ludowa oraz literatura polska i rosyjska. Wraz z odrodzeniem narodowym nasiliły się nastroje panslawistyczne z silną orientacją prorosyjską (František Ladislav Čelakovský, Ján Kollár, Václav Hanka) oraz austroslawistyczne (Karel Havlíček Borovský, Pavol Jozef Šafárik, František Palacký). Za apogeum i moment kulminacyjny czeskiej historii zaczęto uważać husytyzm i okres przed bitwą na Białej Górze. Najważniejszymi instytucjami związanymi z Odrodzeniem Narodowym były Królewskie Czeskie Towarzystwo Naukowe (1784) i Muzeum Narodowe w Pradze (1818).
W 1719 roku zaczęła się ukazywać w Pradze pierwsza gazeta czeskojęzyczna, a w 1771 roku była wystawiona pierwsza od co najmniej stu lat sztuka teatralna w języku czeskim. W roku 1790 została w Pradze otwarta Česká expedice, pierwsze wydawnictwo zamierzone na publikowanie druków czeskojęzycznych. Niemałą rolę w czeskim odrodzeniu narodowym nieświadomie odegrali Habsburgowie. W 1746 roku w wiedeńskim Terezjanie rozpoczęto naukę języka czeskiego. W następnych latach język czeski zaczęto wykładać w Terezjańskiej Akademii Wojskowej, Szlacheckiej Akademii Wojskowej oraz na Uniwersytecie Wiedeńskim (1775). W 1792 roku otwarto katedrę czeskiego języka i literatury na Uniwersytecie Karola. Działania te związane były z niewielką liczbą Niemców w państwie Habsburgów i chęcią zwiększenia liczby stale brakujących urzędników w rozrastającym się państwie. Urzędników czeskich wysyłano nie tylko do Czech i na Morawy, ale także na wszystkie tereny zamieszkane przez Słowian.

##### Lata 1848–1918
W 1848 roku została ostatecznie zniesiona pańszczyzna. Począwszy od lat 50. XIX wieku w polityce Habsburgów pojawiają się wyraźne neoabsolutystyczne tendencje, którym kres położył szereg klęsk wojennych. W 1859 roku Austria poniosła klęskę w wojnie z Francją, a w 1866 roku w wojnie z Prusami i została wykluczona ze Związku Niemieckiego. W celu wzmocnienia pozycji dynastii Franciszek Józef I był skłonny zaakceptować ustępstwa wobec Węgrów. W 1867 roku utworzono Austro-Węgry, mające charakter monarchii dualistycznej. Liczne starania czeskich elit o przyznanie Czechom podobnego statusu jak Węgrom nie przyniosły żadnych rezultatów. Czechy pozostawały nadal integralną częścią Austrii z wyraźnie uprzywilejowaną pozycją Niemców.
Dyplom październikowy z 1860 roku zakończył epokę absolutyzmu, co pozwoliło Czechom aktywnie uczestniczyć w życiu politycznym Austro-Węgier. W 1867 roku ustanowiono konstytucję grudniową, wprowadzającą na ziemiach czeskich rzeczywistą wolność religijną. W 1869 roku wprowadzono obowiązek uczęszczania do 8-letniej szkoły. W 1882 roku Uniwersytet Karola w Pradze został rozdzielony na część niemiecką i czeską. W 1883 roku rozpoczął swą działalność Teatr Narodowy w Pradze. W drugiej połowie XIX wieku nastąpił ogólny rozwój systemu edukacji, literatury, sztuki i wielu innych aspektów kultury. W wyniku szybkiej industrializacji Czech (lata 60.–90. XIX wieku) zmieniła się znacząco struktura społeczna kraju. Pojawiła się czeska burżuazja i liczna klasa robotników, zatrudnionych w fabrykach i manufakturach.

### Czechosłowacja

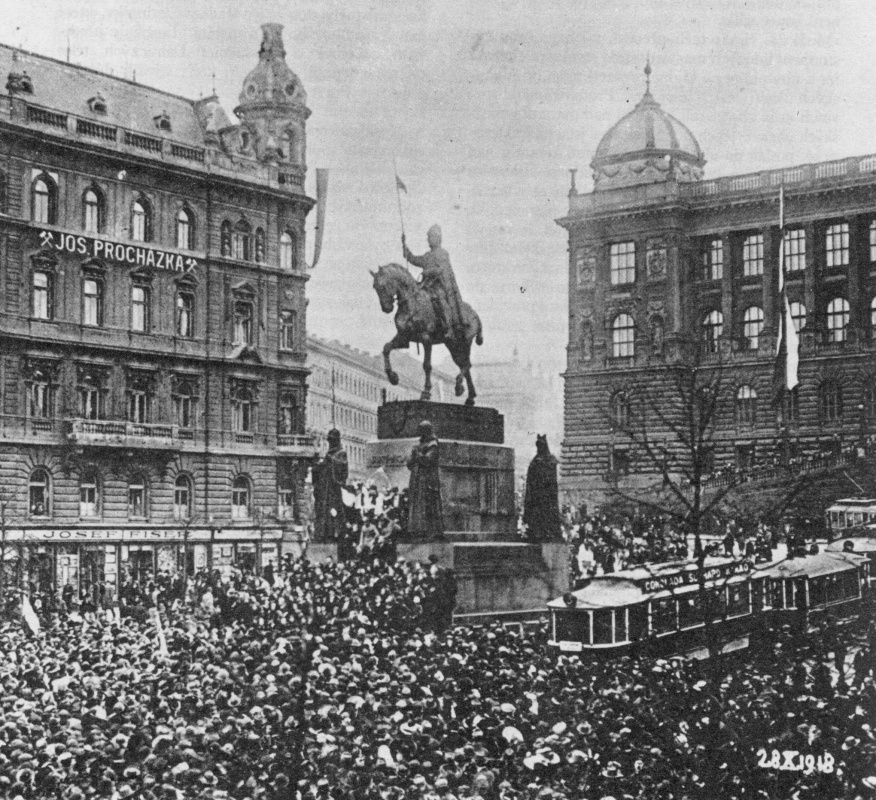
Ogłoszenie niepodległości Czechosłowacji. Plac Wacława, 28 X 1918 r.

#### Międzywojnie

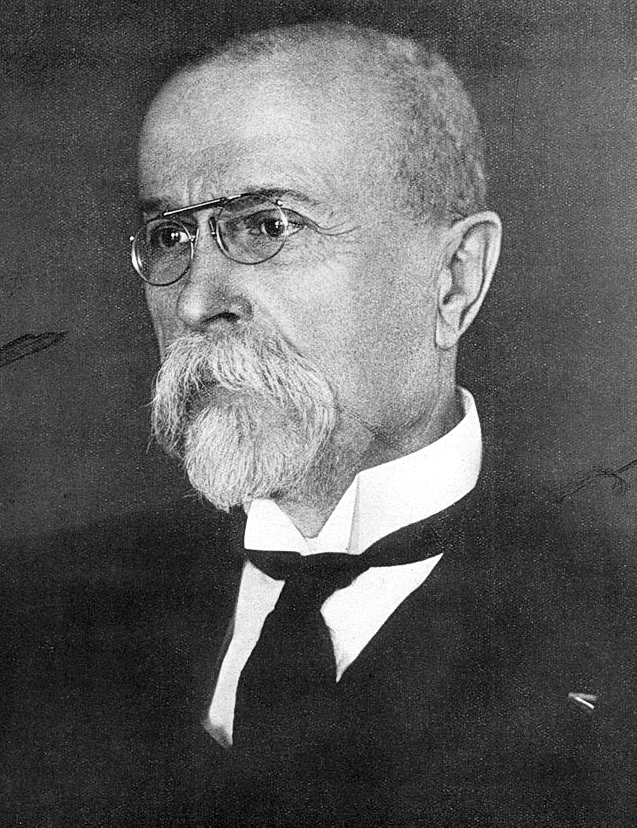
Tomáš Garrigue Masaryk – pierwszy prezydent Czechosłowacji

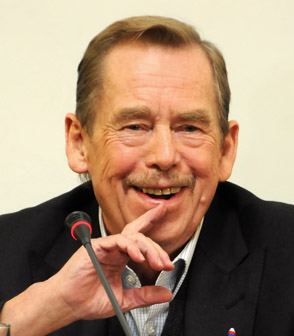
Dysydent, dramaturg i prezydent Václav Havel

W wyniku I wojny światowej i rozpadu Austro-Węgier 28 X 1918 roku proklamowano powstanie Czechosłowacji – wspólnego państwa Czechów i Słowaków. Idea Czechosłowacji narodziła się w XIX wieku i miała polegać na wspólnych dążeniach niepodległościowych i emancypacyjnych Czechów i Słowaków w monarchii austro-węgierskiej. W pierwszych miesiącach istnienia Czechosłowacji, pomimo początkowych prób federalizacji na wzór Szwajcarii, przeważyła idea scentralizowanego, demokratycznego państwa narodowego na wzór Francji. W nowo powstałym państwie Czesi stanowili najliczniejszą grupę etniczną i pełnili rolę dominującą. Przedwojenna Czechosłowacja była państwem wieloetnicznym, zamieszkiwanym przez: Czechów i Słowaków (64,4%), Niemców (23%), Węgrów (5,5%), Rusinów (3,4%), Żydów (1,3%) i Polaków (0,6%).
Czechosłowacja należała do krajów rozwiniętych i silnie uprzemysłowionych. Na początku lat 30. gospodarką kraju wstrząsnął wielki kryzys światowy. W tym samym czasie nasiliły się konflikty z mniejszościami narodowymi, przede wszystkim Niemcami sudeckimi i Rusinami na Rusi Zakarpackiej.
W 1921 roku powstała Komunistyczna Partia Czechosłowacji (w skrócie KSČ), będąca w chwili swego powstania jedną z największych partii komunistycznych na świecie. W 1925 roku doszło do „bolszewizacji”, czyli dostosowania programu partii do postulatów Międzynarodówki Komunistycznej i polityki ZSRR.
30 IX 1938 roku na mocy układu monachijskiego Niemcy zaanektowały Kraj Sudetów. 2 X 1938 roku Polska zaanektowała Zaolzie, a następnie fragmenty Spisza, Orawy i ziemi czadeckiej. Na mocy I arbitrażu wiedeńskiego Węgry uzyskały południową część Słowacji i Rusi Zakarpackiej. Czeskie i słowackie elity rządzące obrały skrajnie prawicowy kurs. Państwo zmieniło nazwę na Czecho-Słowację, wskazującą na większą autonomię jego subiektów składowych. Stan ten przetrwał do 14 III 1939 roku, kiedy pod presją Niemiec nastąpiła likwidacja Czecho-Słowacji. 15 III 1939 roku na ziemie czeskie wkroczyły wojska niemieckie, które stacjonowały tu do końca II wojny światowej.

#### II wojna światowa

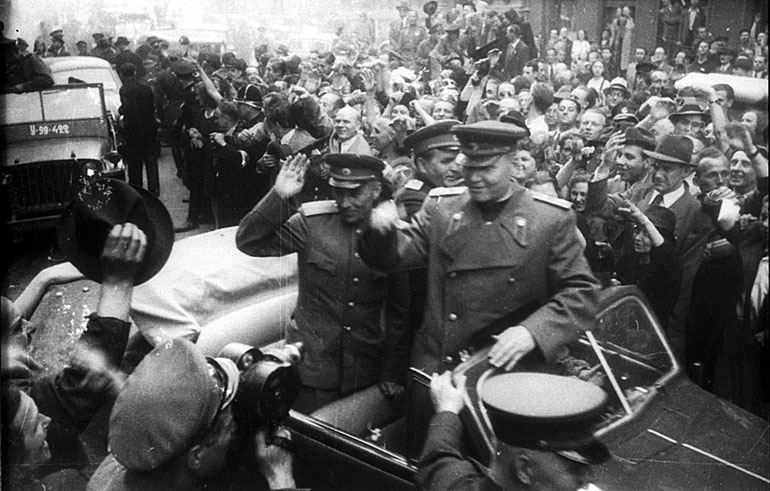
Powstanie praskie w 1945 roku zakończyło się zwycięstwem Czechów i wyzwoleniem Pragi m.in. dzięki pomocy Sowietów

16 III 1939 roku na ziemiach czeskich znajdujących się pod okupacją Trzeciej Rzeszy utworzono Protektorat Czech i Moraw pod przywództwem Emila Háchy. Tymczasem Słowacja ogłosiła niepodległość jako niemiecki sojusznik. Podczas niemieckiej okupacji w Protektoracie Czech i Moraw działał kolaborujący z Niemcami czeski rząd, istniała czeska policja, czeskie szkolnictwo (oprócz wyższego) oraz skromne siły zbrojne, pełniące funkcję ochronną strategicznie ważnych obiektów i linii komunikacyjnych. Natomiast w Londynie podczas wojny powstał czechosłowacki rząd emigracyjny i w szeregach wojsk alianckich walczyły jednostki czeskie. Przez cały okres wojny na terenie Czechosłowacji działał antyfaszystowski ruch oporu, przede wszystkim komunistyczny.
W latach 1938–1945 na terenach byłej Czechosłowacji zginęło według różnych źródeł od 325 tys. do 365 tys. mieszkańców Protektoratu Czech i Moraw, Kraju Sudetów, Słowacji i Rusi Podkarpackiej, z tego ok. 277 tys. Żydów, 7500 Romów. Liczba ta nie uwzględnia ok. 190–199 tys. Niemców sudeckich, którzy zginęli podczas wojny. W samym Protektoracie podczas wojny zginęło co najmniej 122 tys. osób.
Po ataku Niemiec na ZSRR Komunistyczna Partia Czechosłowacji stała się największą organizacją czechosłowackiego ruchu oporu. Jeszcze na VII Kongresie Międzynarodówki Komunistycznej w 1935 roku czechosłowaccy komuniści przyjęli postulaty obrony przeciw faszyzmowi i następnie stanowili największą siłą opozycyjną wobec układu monachijskiego. W trakcie wojny zostało zabitych ok. 30 tys. czechosłowackich komunistów. Z pomocą Sowietów czechosłowaccy komuniści zyskali pod koniec wojny dominującą pozycję w kraju i doprowadzili do odnowienia niepodległej Czechosłowacji.

#### Powojenna Czechosłowacja

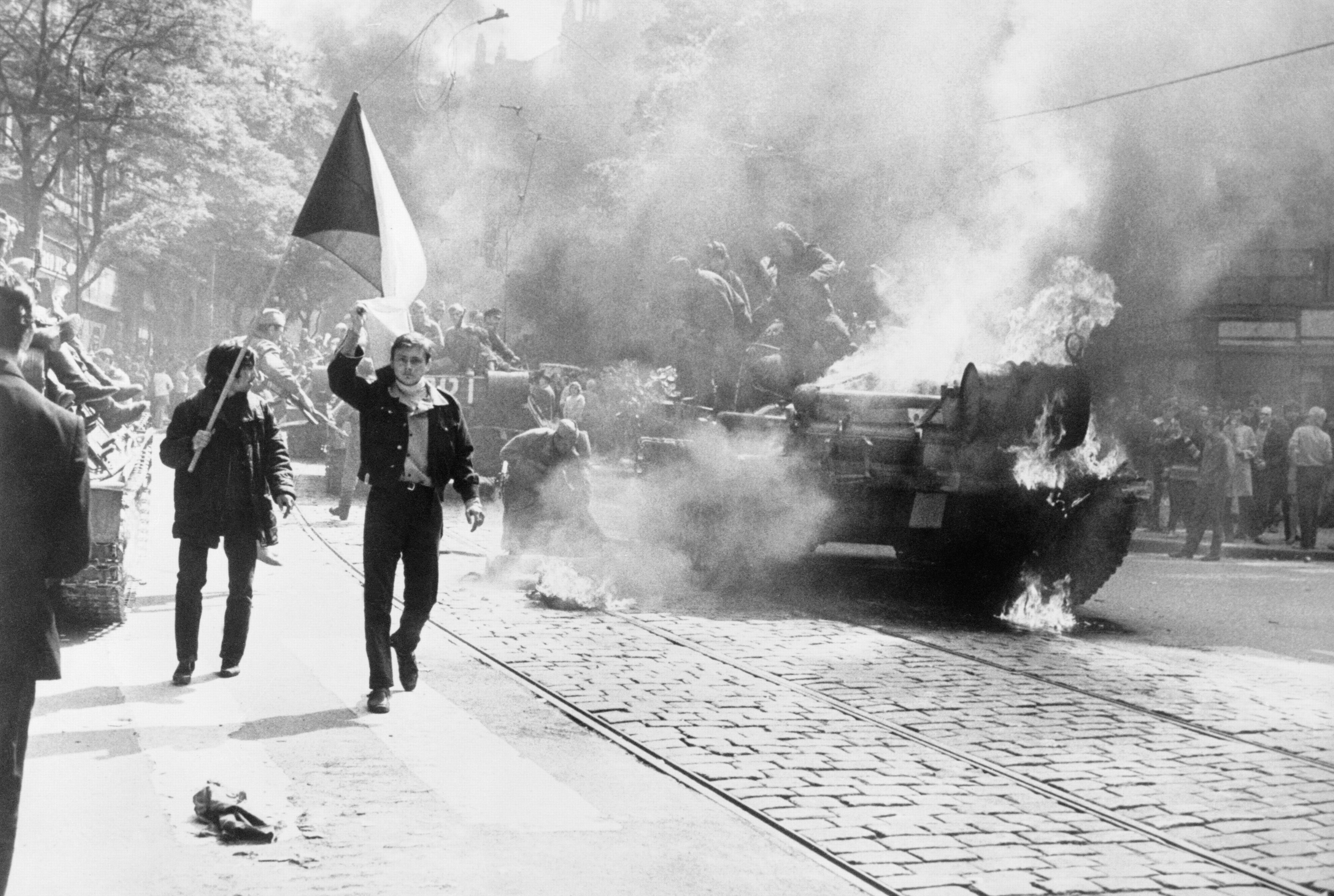
Interwencja wojsk Układu Warszawskiego zniweczyła proces demokratyzacji i liberalizacji ustroju komunistycznego w 1968 roku

W 1945 roku Republika Czechosłowacka (tzw. „Trzecia Republika”) została odnowiona w granicach sprzed 1938 roku poza Rusią Zakarpacką, która została włączona do Ukraińskiej SRR. W przeciwieństwie do innych krajów regionu, w powojennej Czechosłowacji nie stacjonowały wojska radzieckie.
Przejęcie władzy umożliwiło komunistom niekwestionowane zwycięstwo w wyborach parlamentarnych z 1946 roku (tzw. „zwycięski luty”), kiedy na ziemiach czeskich KSČ zdobyła 40% głosów, a w całej Czechosłowacji 38%. Komuniści objęli całkowitą władzę w lutym 1948 roku. Prezydent Czechosłowacji Edvard Beneš zaakceptował wszystkie postulaty komunistów, a Zgromadzenie Narodowe jednomyślnie wyraziło wotum zaufania dla komunistycznego rządu Klementa Gottwalda. Czechosłowacja była członkiem założycielem RWPG (1949–1991) oraz Układu Warszawskiego (1955–1991). W okresie stalinizmu (1948–1954) w ramach „walki klasowej” został wykonany wyrok śmierci na 241 osobach, setki kolejnych osób zginęło w więzieniach lub w obozach pracy, dziesiątki tysięcy było więzionych lub emigrowało za granicę. Po śmierci Stalina (1953) doszło do odwilży, niemniej nadal (aż do upadku systemu komunistycznego) prowadzona była walka z nielegalną opozycją i niektórymi organizacjami wyznaniowymi. W 1960 roku była na fali odwilży przyjęta nowa konstytucja. Nazwa państwa została zmieniona na Czechosłowacka Republika Socjalistyczna. W latach 60. komuniści pod kierownictwem Alexandra Dubčeka rozpoczęli proces liberalizacji i demokratyzacji, którego kulminacyjnym momentem stała się Praska Wiosna w 1968 roku. Reformatorskie działania zostały zakończone interwencją wojsk Układu Warszawskiego. W 1969 roku postępowe kierownictwo partii zostało zastąpione centrystami z Gustávem Husákiem na czele. Nastąpił okres tzw. „normalizacji”, czyli wprowadzania standardów radzieckich. Radziecka okupacja kraju (1968–1991) była przedstawiana przez nowe kierownictwo partyjne jako pomoc braterska w powstrzymywaniu kontrrewolucji. Doszło do wielkiej czystki w partii komunistycznej i likwidacji wszystkich praw i swobód obywatelskich, uchwalonych podczas praskiej wiosny. W latach 1945–1968 gospodarka czechosłowacka rozwijała się średnio o 3,7% rocznie, a w latach 1969–1989 średnio o 1,7% rocznie. W tym samym czasie gospodarki większości krajów zachodnich rosły znacznie szybciej, co doprowadziło do pogłębiania się różnic w jakości życia w Czechosłowacji i krajach zachodnich.
W roku 1989 podczas „aksamitnej rewolucji” doszło w Czechosłowacji do zmiany władzy i ustroju z socjalistycznego na kapitalistyczny. W 1990 roku na miejsce Czechosłowackiej Republiki Socjalistycznej powołano Czechosłowacką Republikę Federacyjną, przemianowaną następnie na Czeską i Słowacką Republikę Federacyjną. W skład federacji wchodziły Republika Czeska i Republika Słowacka, znajdujące się w granicach poprzedzających je Czeskiej Republiki Socjalistycznej i Słowackiej Republiki Socjalistycznej. W roku 1991 wycofane zostały z kraju ostatnie jednostki radzieckie. 26 VIII 1992 roku Václav Klaus i Vladimír Mečiar podjęli decyzję o podziale kraju. 1 I 1993 r. Czechosłowacja w sposób pokojowy podzielona została na dwa niezależne i suwerenne państwa: Czechy i Słowację. Brak referendum w sprawie likwidacji wspólnego państwa budzi liczne kontrowersje, a sposób w jaki do niego doszło nie jest uznawany za demokratyczny.

### Republika Czeska
W 1993 roku Parlament Republiki Czeskiej uchwalił „Ustawę o bezprawności reżimu komunistycznego i oporze przeciw niemu”, potępiającą komunistyczną przeszłość kraju. Mimo to partia komunistyczna nadal aktywnie uczestniczy w życiu politycznym Czech, ciesząc się w różnych wyborach poparciem od 10 do 21% wyborców. W latach 1992 i 1994 przebiegła prywatyzacja kuponowa majątku państwowego, która ze względu na brak przejrzystości, luki prawne, korupcję i skalę defraudacji zakończyła się porażką. O ile jeszcze w 1989 roku majątek państwowy stanowił 97%, to w roku 1998 80% wszystkich przedsiębiorstw było już prywatnych. Po 1989 roku nastąpił gwałtowny spadek PKB, a wzrost odnotowano po raz pierwszy w 1993 roku. Na przełomie lat 2000 i 2001 PKB per capita osiągnął poziom z 1989 roku. Doszło do rozwoju gospodarczego i polepszenia się jakości życia. W 1999 roku Czechy poparły bombardowania Serbii i w tym samym roku wstąpiły do NATO. W 2004 roku Czechy stały się członkiem Unii Europejskiej i w roku 2007 przystąpiły do strefy Schengen. Od 2001 roku armia czeska uczestniczy w wojnie USA z Afganistanem oraz brała udział w okupacji Iraku. Tym samym po raz pierwszy od zakończenia II wojny światowej wojsko czeskie oficjalnie uczestniczyło w działaniach wojennych. W 2008 roku rząd czeski uznał niepodległość Kosowa. W połowie 2007 roku Czechami wstrząsnął kryzys gospodarczy, a gospodarka czeska przeżywała do 2013 roku okres stagnacji. W latach 2014–2016 ponownie był notowany wzrost gospodarczy, który jest również prognozowany na lata następne.

## Ustrój polityczny
Republika Czeska jest demokracją parlamentarną. Organem ustawodawczym jest dwuizbowy parlament. Niższa izba parlamentu – Izba Poselska (Poslanecká sněmovna) składa się z 200 parlamentarzystów, wybieranych na czteroletnią kadencję. W skład izby wyższej – Senatu (Senát) wchodzi 81 senatorów, wybieranych na okres 6 lat. Jedna trzecia senatorów jest wybierana co 2 lata. Na czele państwa stoi prezydent, który od 2013 roku wybierany jest w wyborach powszechnych na pięcioletnią kadencję. Reprezentuje on państwo na arenie międzynarodowej. Prezydent podpisuje ustawy, powołuje i odwołuje premiera oraz członków rządu, ma prawo rozwiązać Izbę Deputowanych, powołuje sędziów oraz członków Rady Czeskiego Banku Narodowego (Česká národní banka). Petr Pavel jest prezydentem od 2023 roku.

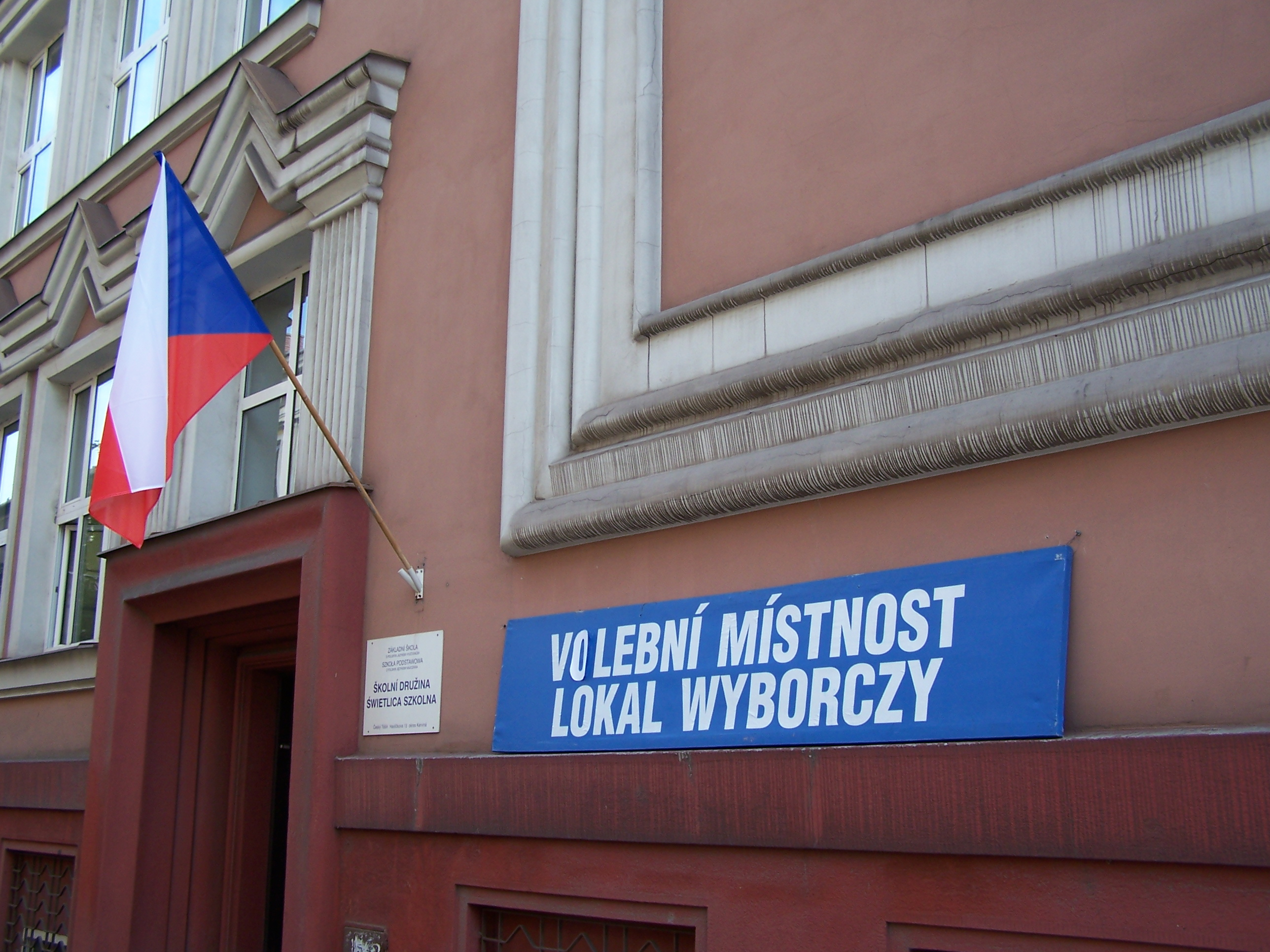
Wybory do rad gmin w Czechach w 2006 roku

Organem wykonawczym jest Rząd (Vláda). Nowo powołany rząd musi przedstawić swój program przed Izbą Deputowanych oraz uzyskać wotum zaufania.
Partie polityczne reprezentowane w parlamencie krajowym lub Parlamencie Europejskim: centrowo-populistyczny ruch ANO, liberalna Czeska Partia Piratów, lewicowa Czeska Partia Socjaldemokratyczna (ČSSD), skrajnie lewicowa Komunistyczna Partia Czech i Moraw (Communistická strana Cech a Moravy, KSČM), centrowo-konserwatywny Związek Chrześcijańskich Demokratów – Czechosłowacka Partia Ludowa (Unia Chrześcijańsko-Demokratyczna – Czechosłowacka Partia Ludowa, KDU-ČSL), skrajnie prawicowy ruch populistyczny Wolność i Demokracja Bezpośrednia Tomio Okamury, centrowy ruch liberalny Burmistrzowie i Niezależni, prawicowa konserwatywna Obywatelska Partia Demokratyczna (Občanská demokratká strana, ODS), prawicowa liberalna TOP 09.

### Podział administracyjny
W Czechach obowiązuje czterostopniowy podział administracyjny – na 14 krajów, 204 gminy III stopnia, 384 gminy II stopnia oraz 5661 gmin I stopnia. Praga, jako jedyne miasto wydzielone, ma status kraju. Obecny podział administracyjny obowiązuje od 2000 roku.
Sądy i niektóre urzędy są jednak nadal zorganizowane na podstawie podziału administracyjnego z 1960 na 7 okręgów terytorialnych + Praga (nazywanych do 2000 roku krajami) i podzielonych dalej na powiaty (okresy).
| Herb   | Kraj                      | Stolica                   | Populacja  | Powierzchnia (km²) | Gęst. zal. (/km²) | PKB       | PKB/os. | Praga liberecki ustecki środkowoczeski hradecki ołomuniecki morawsko-śląski pardubicki południowomorawski Wysoczyna południowoczeski pilzneński karlowarski zliński |
| ------ | ------------------------- | ------------------------- | ---------- | ------------------ | ----------------- | --------- | ------- | --- |
|        | Praga (miasto wydzielone) | Praga (miasto wydzielone) | 1 170 571  | 496                | 2360              | 637 704   | 547 096 | Praga liberecki ustecki środkowoczeski hradecki ołomuniecki morawsko-śląski pardubicki południowomorawski Wysoczyna południowoczeski pilzneński karlowarski zliński |
|        | środkowoczeski            | Praga                     | 1 144 071  | 11 015             | 104               | 288 888   | 253 912 | Praga liberecki ustecki środkowoczeski hradecki ołomuniecki morawsko-śląski pardubicki południowomorawski Wysoczyna południowoczeski pilzneński karlowarski zliński |
|        | południowoczeski          | Czeskie Budziejowice      | 625 712    | 10 057             | 62                | 150 970   | 251 106 | Praga liberecki ustecki środkowoczeski hradecki ołomuniecki morawsko-śląski pardubicki południowomorawski Wysoczyna południowoczeski pilzneński karlowarski zliński |
|        | pilzneński                | Pilzno                    | 549 618    | 7561               | 73                | 137 911   | 216 639 | Praga liberecki ustecki środkowoczeski hradecki ołomuniecki morawsko-śląski pardubicki południowomorawski Wysoczyna południowoczeski pilzneński karlowarski zliński |
|        | karlowarski               | Karlowe Wary              | 304 588    | 3315               | 92                | 65 789    | 216 639 | Praga liberecki ustecki środkowoczeski hradecki ołomuniecki morawsko-śląski pardubicki południowomorawski Wysoczyna południowoczeski pilzneński karlowarski zliński |
|        | ustecki                   | Uście nad Łabą            | 822 133    | 5335               | 154               | 188 041   | 229 146 | Praga liberecki ustecki środkowoczeski hradecki ołomuniecki morawsko-śląski pardubicki południowomorawski Wysoczyna południowoczeski pilzneński karlowarski zliński |
|        | liberecki                 | Liberec                   | 427 563    | 3163               | 135               | 94 451    | 229 146 | Praga liberecki ustecki środkowoczeski hradecki ołomuniecki morawsko-śląski pardubicki południowomorawski Wysoczyna południowoczeski pilzneński karlowarski zliński |
|        | hradecki                  | Hradec Králové            | 547 296    | 4758               | 115               | 133 767   | 244 549 | Praga liberecki ustecki środkowoczeski hradecki ołomuniecki morawsko-śląski pardubicki południowomorawski Wysoczyna południowoczeski pilzneński karlowarski zliński |
|        | pardubicki                | Pardubice                 | 505 285    | 4519               | 112               | 116 639   | 230 880 | Praga liberecki ustecki środkowoczeski hradecki ołomuniecki morawsko-śląski pardubicki południowomorawski Wysoczyna południowoczeski pilzneński karlowarski zliński |
|        | ołomuniecki               | Ołomuniec                 | 635 126    | 5159               | 123               | 134 376   | 211 467 | Praga liberecki ustecki środkowoczeski hradecki ołomuniecki morawsko-śląski pardubicki południowomorawski Wysoczyna południowoczeski pilzneński karlowarski zliński |
|        | morawsko-śląski           | Ostrawa                   | 1 257 554  | 5535               | 227               | 280 210   | 222 638 | Praga liberecki ustecki środkowoczeski hradecki ołomuniecki morawsko-śląski pardubicki południowomorawski Wysoczyna południowoczeski pilzneński karlowarski zliński |
|        | południowomorawski        | Brno                      | 1 123 201  | 7067               | 159               | 285 855   | 254 684 | Praga liberecki ustecki środkowoczeski hradecki ołomuniecki morawsko-śląski pardubicki południowomorawski Wysoczyna południowoczeski pilzneński karlowarski zliński |
|        | zliński                   | Zlin                      | 590 706    | 3964               | 149               | 131 789   | 222 885 | Praga liberecki ustecki środkowoczeski hradecki ołomuniecki morawsko-śląski pardubicki południowomorawski Wysoczyna południowoczeski pilzneński karlowarski zliński |
|        | Wysoczyna                 | Igława                    | 517 153    | 6926               | 75                | 121 318   | 234 530 | Praga liberecki ustecki środkowoczeski hradecki ołomuniecki morawsko-śląski pardubicki południowomorawski Wysoczyna południowoczeski pilzneński karlowarski zliński |
| Czechy | Czechy                    | Praga                     | 10 220 577 | 78 868             | 130               | 2 767 717 | 271 161 | Praga liberecki ustecki środkowoczeski hradecki ołomuniecki morawsko-śląski pardubicki południowomorawski Wysoczyna południowoczeski pilzneński karlowarski zliński |

## Siły zbrojne
Czeskie Siły Zbrojne zostały utworzone w 1993 r. na bazie Armii Czechosłowackiej i dzielą się na trzy główne rodzaje: siły lądowe, siły powietrzne i siły wsparcia odpowiadające za logistykę i zaopatrzenie. Wywiad wojskowy oraz niektóre jednostki sił specjalnych podlegają bezpośrednio pod ministerstwo obrony. Naczelnym dowódcą sił zbrojnych jest prezydent (obecnie Petr Pavel), ale główny wpływ na funkcjonowanie armii mają minister obrony (obecnie Jana Černochová) i szef Sztabu Generalnego Armia Republiki Czeskiej (obecnie Karel Řehka). Od 2005 r. czeska armia jest w pełni zawodowa. Liczba aktywnych żołnierzy oraz personelu wojskowego wynosi obecnie 31 163 osoby.
Według Globalnego Indeksu Militarystycznego (GMI) Czechy należą do najmniej zmilitaryzowanych państw świata, zajmując 98. miejsce spośród 138 uwzględnionych krajów. Według rankingu Global Firepower (2017) czeskie siły zbrojne stanowią 31. siłę militarną na świecie, z rocznym budżetem na cele obronne w wysokości 2,2 mld dolarów (USD).
Jako członek NATO armia czeska uczestniczy w misjach ISAF i KFOR. Oddziały czeskie stacjonują w Afganistanie i Kosowie. Na wyposażeniu armii czeskiej znajdują się m.in. 164 czołgi, 381 bojowych wozów piechoty, 76 bojowych wozów rozpoznawczych, co najmniej 100 transporterów opancerzonych, 48 dział samobieżnych, 85 moździerzy, 8 moździerzy samobieżnych, 106 samolotów (68 w użyciu), 67 śmigłowców i 6 dronów.
Czescy dowódcy wojskowi i żołnierze to m.in. Przemysł Ottokar II, Jan Žižka, Prokop Wielki, Albrecht von Wallenstein, Josef Václav Radecký z Radče, Josef Šnejdárek, Ludvík Svoboda, Jan Kubiš, Jozef Gabčík, Josef František, František Fajtl, Petr Pavel.

## Gospodarka
W 2015 r. Czechy były 11. gospodarką Unii Europejskiej pod względem wielkości PKB w parytecie siły nabywczej i 49. gospodarką świata, a pod względem wielkości PKB nominalnego – 16. gospodarką UE i 51. gospodarką świata.
W 2015 r. PKB per capita w parytecie siły nabywczej Czechach wyniósł 24 500 PPS (85,4% średniej UE), a PKB per capita nominalny – 15 553 euro (54,1% średniej UE).
Gospodarka Czech jest uważana za jedną z najstabilniejszych spośród wszystkich państw postsocjalistycznych. Od chwili podziału Czechosłowacji, w kraju wdrożono szereg reform gospodarczych i strukturalnych, wprowadzono program naprawy finansów państwa oraz przeprowadzono prywatyzację i restrukturyzację przedsiębiorstw państwowych.
W połowie 1999 roku doszło do recesji w gospodarce, która w następnych latach powoli ustępowała ożywieniu gospodarczemu, związanemu głównie ze wzrostem eksportu do Niemiec i innych krajów Unii Europejskiej. W tym okresie znacząco wzrosła również liczba inwestycji krajowych i zagranicznych. Wprowadzone reformy doprowadziły do rozwoju gospodarki, stabilizacji cen oraz spadku bezrobocia. Podobnie jak pozostałe państwa ubiegające się o członkostwo w Unii Europejskiej, Czechy musiały przystosować swoje prawo do jej zaleceń.
Z PKB w przeliczeniu na 1 mieszkańca 25 525 USD (2011) Czechy osiągają poziom 2/3 PKB w czołowych krajach UE i mogą równać się z krajami takimi jak Portugalia, Grecja czy Słowenia.
Działania mające na celu dokończenie prywatyzacji sektora bankowego, telekomunikacyjnego i energetycznego mają przynieść dalsze zwiększenie inwestycji zagranicznych, co przy restrukturyzacji dużych przedsiębiorstw i usprawnieniu sektora bankowego może doprowadzić do dalszego wzrostu gospodarczego.
Według danych Eurostatu, w styczniu 2017 w Czechach stopa bezrobocia wynosiła 3,8% – tym samym najniższa stopa bezrobocia wśród wszystkich państw Unii Europejskiej.
Głównymi ośrodkami przemysłu są: Praga, Brno, Ostrawa, Pilzno i Mladá Boleslav.

### Główne produkty

#### Przemysłowe
- maszynowe
- elektrotechniczne i elektroniczne

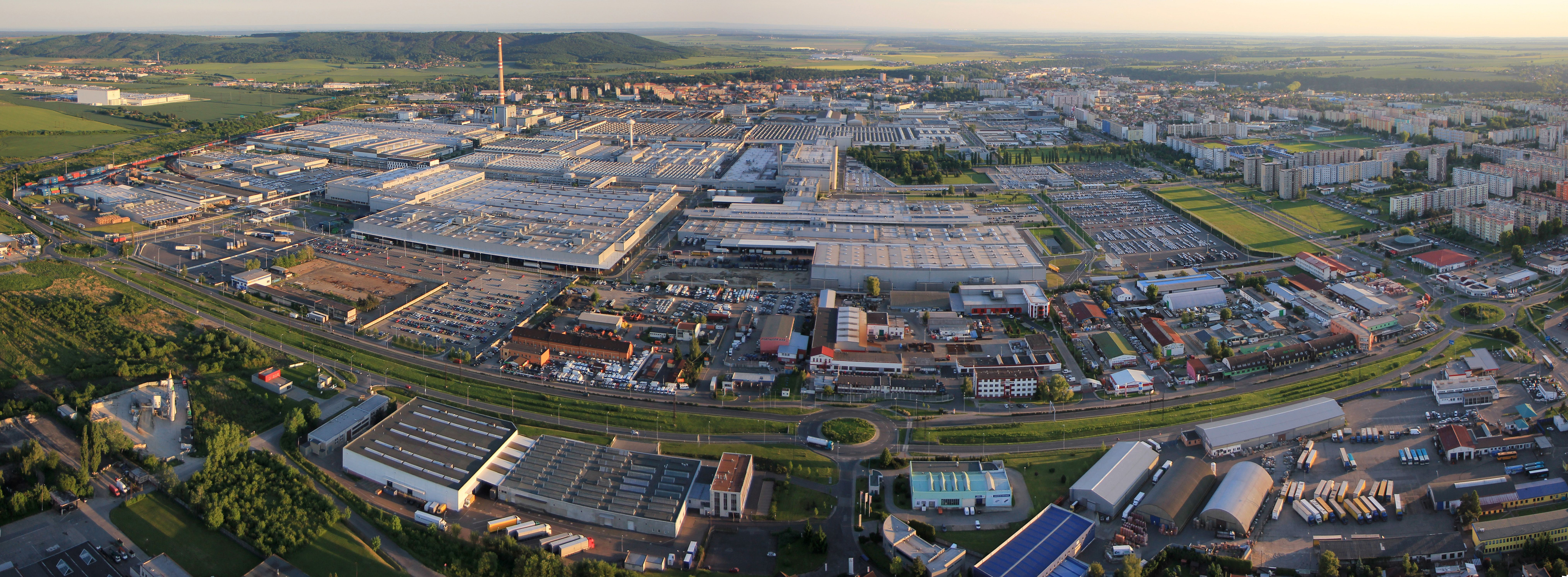
Zakłady Škoda Auto w Mladej Boleslavi

- motoryzacyjne (zakłady Škoda w Mladá Boleslav, Hyundai-Kia i Toyota/PSA w Kolínie)
- zbrojeniowe
- materiały budowlane
- szkło
- przemysł chemiczny (m.in. nawozy sztuczne)
- przemysł odzieżowy
- żywnościowe

#### Produkcja w rolnictwie i hodowli
- pszenica
- żyto
- buraki cukrowe
- ziemniaki
- chmiel
- jęczmień
- tytoń
- kukurydza
- rzepak
- owoce (np. winogrono)
- warzywa

#### Przemysł wydobywczy
- węgiel brunatny i kamienny
- rudy żelaza
- gaz ziemny
- ropa naftowa
- rudy metali kolorowych
- rudy uranu
- rudy srebra
- rudy rtęci
- grafit

### Turystyka

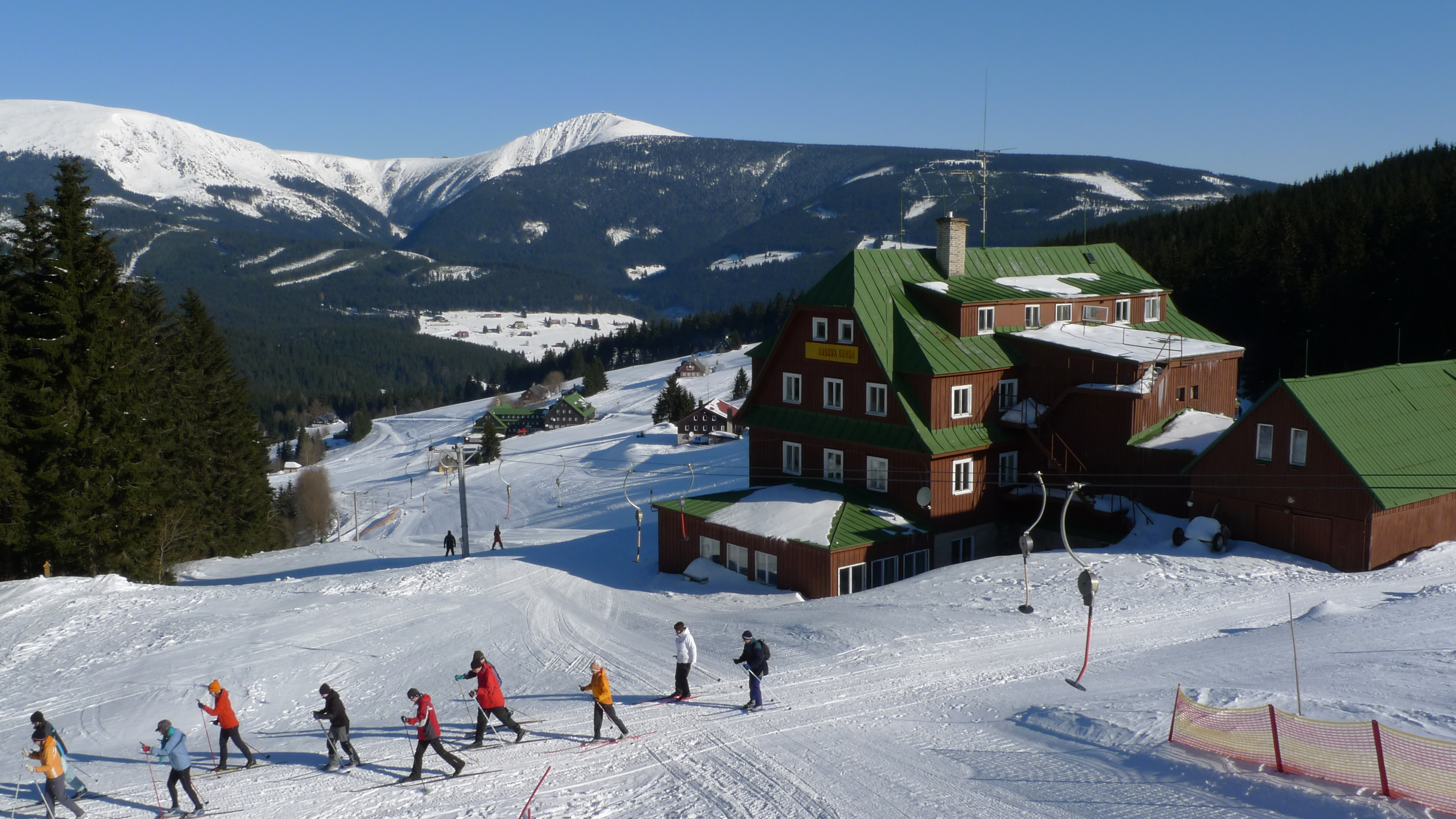
Pec pod Sněžkou

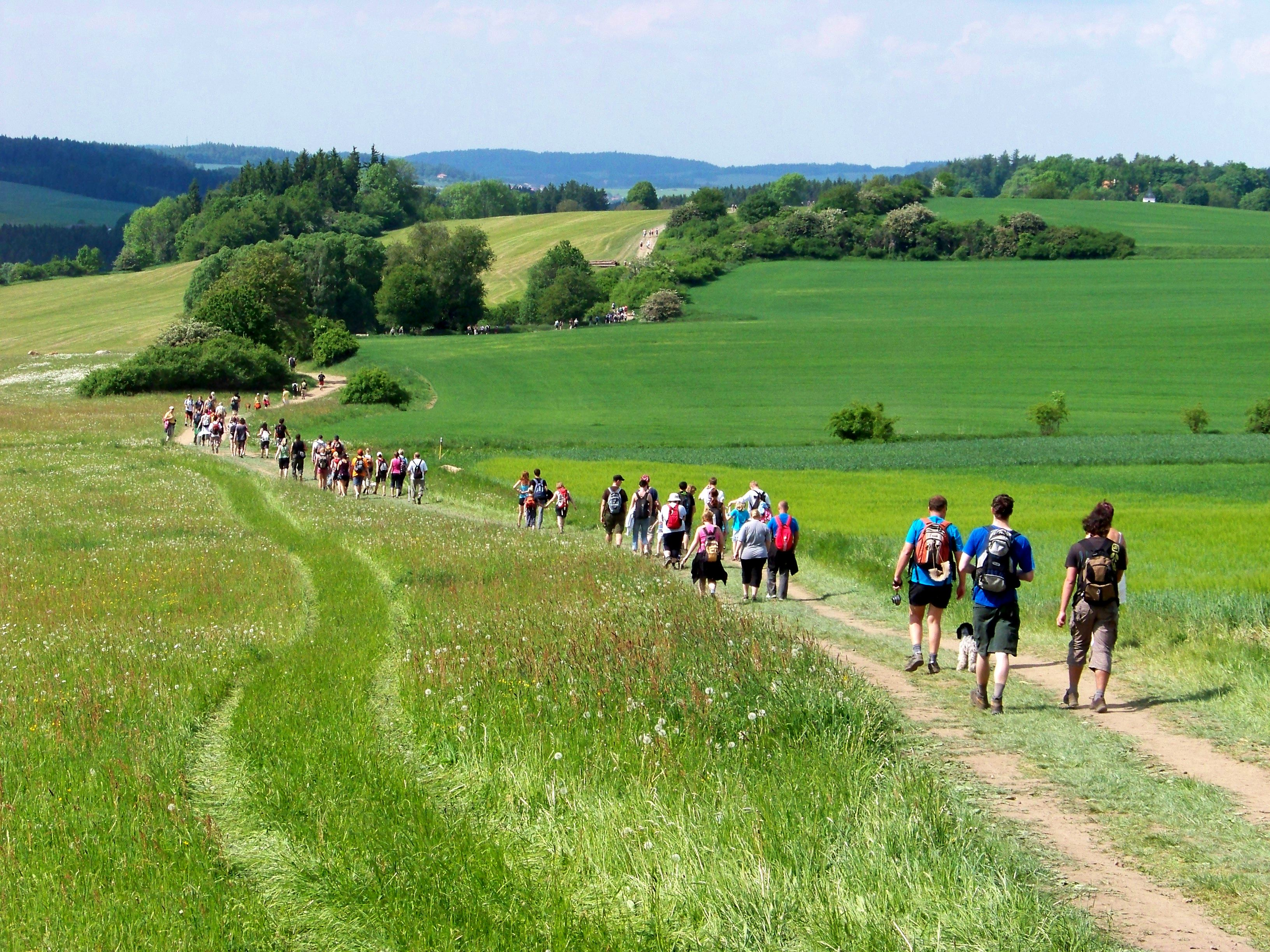
Kraj środkowoczeski

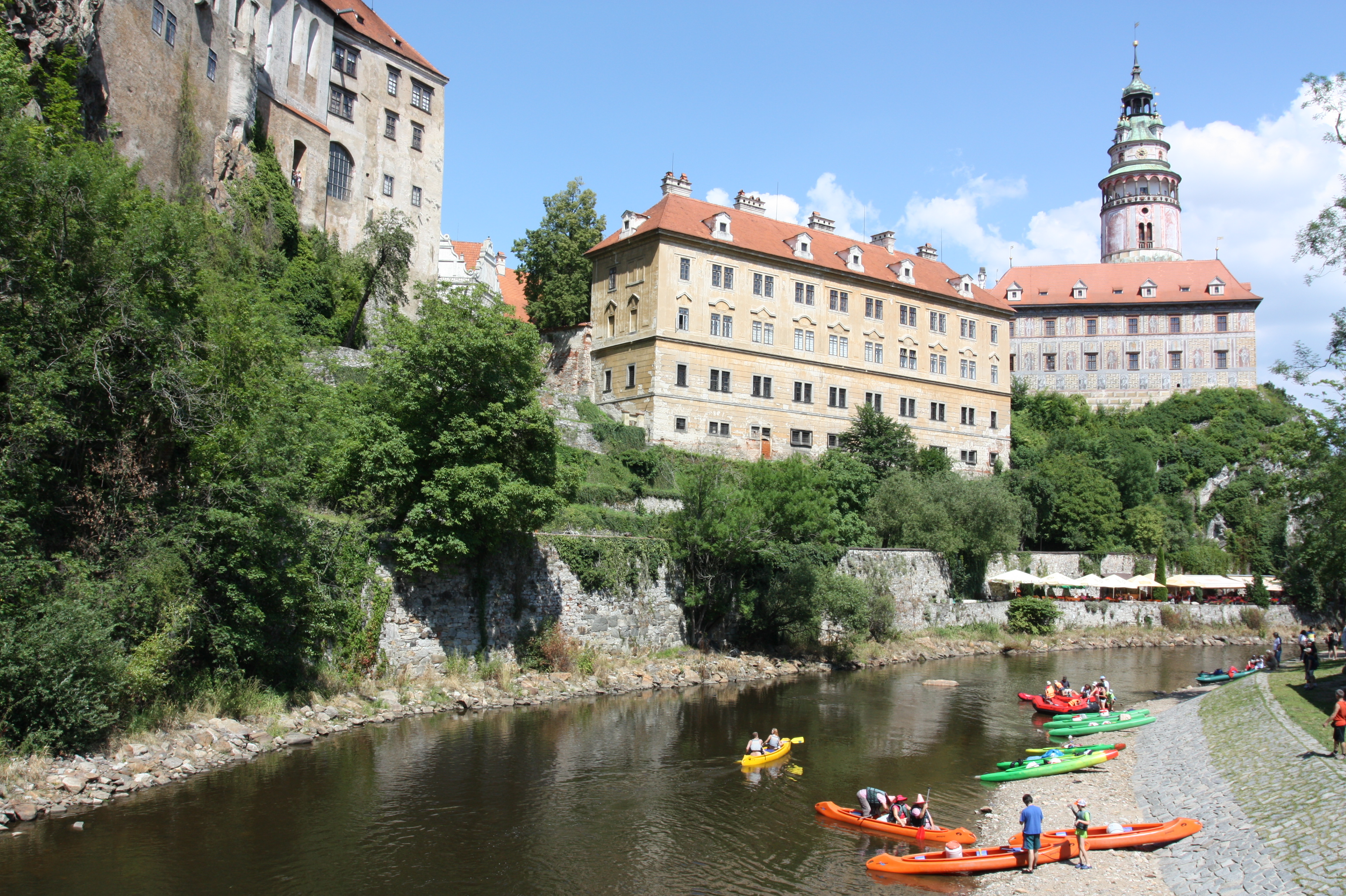
Zamek w Czeskim Krumlowie

Turystyka jest bardzo ważną dziedziną gospodarki czeskiej, przynoszącą pokaźne dochody. W 2001 roku całkowity zysk z turystyki wyniósł 118,13 miliarda koron czeskich, co stanowiło 5,5% PNB i 9,3% ogólnych dochodów z eksportu. Branża turystyczna daje zatrudnienie dla ponad 110 000 osób – czyli ponad 1% wszystkich mieszkańców Czech.
Według oficjalnych danych w 2005 roku Czechy odwiedziło ponad 6,3 mln turystów, w 2006 – ponad 6,5 mln, natomiast w 2008 – ok. 6,65 mln. W 2015 roku kraj ten odwiedziło 11,148 mln turystów (5% więcej niż w roku poprzednim), generując dla niego przychody na poziomie 6,048 mld dolarów. Najwięcej przyjezdnych pochodzi z Hiszpanii, Niemiec, Austrii, Polski, Słowacji, Węgier, Włoch, Francji i krajów azjatyckich. Magnesem przyciągającym miliony zagranicznych turystów jest przede wszystkim Praga, miasto pełne zabytków najwyższej klasy światowej. Praga, jako ośrodek turystyki międzynarodowej, zdystansowała już pobliskie metropolie – Budapeszt i Wiedeń. Wśród pozostałych miast najczęściej odwiedzane przez turystów są: Brno, Ołomuniec, Pilzno, Liberec, Czeskie Budziejowice, Český Krumlov i Ostrawa. Do dziś międzynarodową renomą cieszą się czeskie uzdrowiska – Karlowe Wary (Karlsbad) i Mariańskie Łaźnie (Marienbad). Wielu turystów odpoczywa w czeskich górach: Karkonoszach na granicy z Polską oraz w graniczących z Niemcami Rudawach (m.in. Czeska Szwajcaria) i w Szumawie.
| Państwo    | PKB (PPP) | Wzrost PKB (%) | Eksport | Import | Dług zewnętrzny | Dług publiczny (%) | Rezerwy walutowe |
| ---------- | --------- | -------------- | ------- | ------ | --------------- | ------------------ | ---------------- |
| Niemcy     | 4199,0    | 2,5            | 1434,0  | 1135,0 | 5326            | 63,9               | 200,1            |
| Polska     | 526,2     | 4,7            | 224,6   | 195,7  | 241             | 50,6               | 97,8             |
| Szwajcaria | 523,1     | 1,7            | 313,5   | 264,5  | 1664            | 41,8               | 811,2            |
| Rumunia    | 483,4     | 6,9            | 64,5    | 78,1   | 96,0            | 36,8               | 44,4             |
| Austria    | 441,0     | 3,0            | 156,7   | 158,1  | 630,8           | 78,6               | 21,6             |
| Czechy     | 375,9     | 4,3            | 144,8   | 134,7  | 205,2           | 34,7               | 148              |
| Węgry      | 289,6     | 4              | 98,7    | 96,3   | 185,0           | 138,1              | 28               |
| Słowacja   | 179,7     | 3,4            | 80,8    | 80,1   | 75,4            | 50,9               | 3,6              |
| Słowenia   | 71,2      | 5,0            | 32,1    | 30,4   | 46,3            | 73,6               | 0,9              |
| Źródło:    |           |                |         |        |                 |                    |                  |

## Demografia
| Ludność Czech (CSU, Praga)                               | Ludność Czech (CSU, Praga) | Ludność Czech (CSU, Praga) | Ludność Czech (CSU, Praga) | Ludność Czech (CSU, Praga) | Ludność Czech (CSU, Praga) |
| Rok                                                      | Ludność                    | Zmiana %                   | Rok                        | Ludność                    | Zmiana %                   |
| -------------------------------------------------------- | -------------------------- | -------------------------- | -------------------------- | -------------------------- | -------------------------- |
| 1857                                                     | 7 016 531                  | –                          | 1930                       | 10 674 386                 | 6,6%                       |
| 1869                                                     | 7 617 230                  | 8,6%                       | 1950                       | 8 896 133                  | –16,7%                     |
| 1880                                                     | 8 222 013                  | 7,9%                       | 1961                       | 9 571 531                  | 7,6%                       |
| 1890                                                     | 8 665 421                  | 5,4%                       | 1970                       | 9 807 697                  | 2,5%                       |
| 1900                                                     | 9 372 214                  | 8,2%                       | 1980                       | 10 291 927                 | 4,9%                       |
| 1910                                                     | 10 078 637                 | 0,1%                       |                            |                            |                            |
| 1921                                                     | 10 009 587                 | –0,7%                      | 2001                       | 10 230 060                 | –0,7%                      |
|                                                          |                            |                            |                            |                            |                            |
| Zmian ludności Czech od 1993 do 2010 roku (w tysiącach). |                            |                            |                            |                            |                            |

### Struktura etniczna
Skład etniczny wg deklaracji narodowości czeskiego spisu powszechnego z 2021 roku: Czesi (93,8%) i Morawianie (5%), Słowacy (1,3%), Polacy (0,25%), Niemcy, Ukraińcy, Ślązacy, Węgrzy, Romowie.
Przyrost naturalny wynosi -0,15% (szacunkowo w 2013). Średnia długość życia ulega wydłużeniu i wynosi 77,6 lat.

### Religia

#### Statystyki
Czechy są najbardziej laickim krajem w Europie i należą również do czołówki państw najmocniej zateizowanych na świecie. Zgodnie ze Spisem Powszechnym z 2021 roku za wierzących i praktykujących swoją wiarę uznało siebie 18,7% mieszkańców Czech. Natomiast 0,3% uznało, że są "wierzącymi niepraktykującymi". Jako „niewierzących” lub niemających związku z żadną religią zdeklarowało się 80% ankietowanych.
Najliczniejszą grupą wyznaniową stanowią katolicy i protestanci. Przynależność do innych wyznań lub religii deklaruje 2,7% mieszkańców Czech.

#### Obojętność religijna
Większość Czechów cechuje obojętny, ale przyjazny stosunek do religii, jako takiej. Urzędy i miejsca publiczne w tym kraju są całkowicie pozbawione jakiejkolwiek symboliki religijnej.

#### Nauczanie religii
W czeskich szkołach publicznych religia jest przedmiotem nieobowiązkowym i odbywa się w wymiarze 1 godziny tygodniowo, jeśli w zajęciach uczestniczy co najmniej 7 osób (często są to grupy obejmujące różne poziomy edukacyjne).  Jest prowadzona niemal wyłącznie przez katechetów katolickich lub protestanckich. Rokrocznie rodzice bądź opiekunowie uczniów, którzy nie osiągnęli 18. roku życia muszą przedkładać dyrekcji szkoły deklarację chęci uczestnictwa ich dziecka w zajęciach. Uczniowie pełnoletni jeśli chcą, składają ją natomiast samodzielnie. W większości szkół nie odbywają się zajęcia z religii z powodu braku zainteresowania. Kościół rzymskokatolicki i wspólnoty protestanckie organizują również katechezę w formie tzw. „szkółki niedzielnej", po przedpołudniowej mszy świętej sprawowanej w niedzielę. Sprawami wyznaniowymi, w tym finansowaniem zajęć religii z budżetu państwa zajmuje się Wydział ds. Kościołów Ministerstwa Kultury.

#### Konkordat ze Stolicą Apostolską
W 2002 roku czeski rząd podpisał konkordat z kościołem rzymskokatolickim, jednak został on odrzucony przez parlament i nie doczekał się ratyfikacji. Co za tym idzie, jego zapisy nigdy nie zostały wprowadzone w życie. W 2024 roku władze Czech ponownie zawarły konkordat ze Stolicą Apostolską. W imieniu rządu podpisał go premier Petr Fiala, a ze strony Kościoła rzymskokatolickiego, kardynał Pietro Parolin. Dokument ten uznaje, że małżeństwa zawarte w kościele katolickim mają taką samą ważność i takie same konsekwencje prawne, jak małżeństwa zawarte w urzędach stanu cywilnego. Republika Czeska i Kościół mają również współpracować w zakresie ochrony i zachowania dziedzictwa kulturowego. Umowa określa pozycję kapelanów w szpitalach, więzieniach i armii. Nie reguluje ona natomiast stosunków majątkowych państwa z kościołem katolickim. W marcu 2025 został on zatwierdzony przez obie izby parlamentu.  Prezydent kraju Petr Pavel uznał, że dokument ten daje „uprzywilejowaną pozycję kościołowi katolickiemu" i jego zdaniem jest sprzeczny z konstytucją kraju. Stanowczo sprzeciwił się m,in. zawartemu w konkordacie prawu do zachowania tajemnicy spowiedzi, które może prowadzić do zatajania przestępstw i wielu nadurzyć. Po wątpliwościach wysuwanych przez głowę państwa czeskiego, senatorowie zadecydowali o skierowaniu tej umowy do rozpatrzenia przez Trybunał Konstytutcyjny. Prezydent kraju uzależnia jego podpisanie od wyników analizy trybunału.

#### Kraj misyjny
Kościół rzymskokatolicki oficjalnie uznaje Czechy za kraj misyjny. Jest to spowodowane tym, że większość mieszkańców tego kraju to ludzie wychowani w rodzinach bezreligijnych. Katolicyzm jest tam postrzegany głównie na zasadzie stereotypów, a działalność Jezusa i podstawowe zasady wiary katolickiej są tam znane praktycznie tylko wśród wierzących. Ponad połowę kapłanów Kościoła katolickiego stanowią tam księża z Polski i ze Słowacji. Część z nich kończyła swoje przygotowanie do kapłaństwa na czeskich uczelniach, pomagając już, jako akolici i diakoni w parafiach, prowadząc przy tym katechizację dzieci i młodzieży.

### Miasta Czech
| Praga Brno Ostrawa |    | Miasto               | Liczba mieszkańców (2024) | Kraj                    | Pilzno Liberec Ołomuniec |
| Praga Brno Ostrawa | 1  | Praga                | 1 384 732                 | miasto wydzielone Praga | Pilzno Liberec Ołomuniec |
| Praga Brno Ostrawa | 2  | Brno                 | 400 566                   | południowomorawski      | Pilzno Liberec Ołomuniec |
| Praga Brno Ostrawa | 3  | Ostrawa              | 284 765                   | morawsko-śląski         | Pilzno Liberec Ołomuniec |
| Praga Brno Ostrawa | 4  | Pilzno               | 185 599                   | pilzneński              | Pilzno Liberec Ołomuniec |
| Praga Brno Ostrawa | 5  | Liberec              | 107 982                   | liberecki               | Pilzno Liberec Ołomuniec |
| Praga Brno Ostrawa | 6  | Ołomuniec            | 102 293                   | ołomuniecki             | Pilzno Liberec Ołomuniec |
| Praga Brno Ostrawa | 7  | Czeskie Budziejowice | 97 377                    | południowoczeski        | Pilzno Liberec Ołomuniec |
| Praga Brno Ostrawa | 8  | Hradec Králové       | 93 906                    | hradecki                | Pilzno Liberec Ołomuniec |
| Praga Brno Ostrawa | 9  | Pardubice            | 92 362                    | pardubicki              | Pilzno Liberec Ołomuniec |
| Praga Brno Ostrawa | 10 | Uście nad Łabą       | 91 342                    | ustecki                 | Pilzno Liberec Ołomuniec |
| Praga Brno Ostrawa | 11 | Zlin                 | 74 255                    | zliński                 | Pilzno Liberec Ołomuniec |
| Praga Brno Ostrawa | 12 | Hawierzów            | 69 694                    | morawsko-śląski         | Pilzno Liberec Ołomuniec |
| Praga Brno Ostrawa | 13 | Kladno               | 69 078                    | środkowoczeski          | Pilzno Liberec Ołomuniec |
| Praga Brno Ostrawa | 14 | Most                 | 63 882                    | ustecki                 | Pilzno Liberec Ołomuniec |
| Praga Brno Ostrawa | 15 | Opawa                | 55 600                    | morawsko-śląski         | Pilzno Liberec Ołomuniec |
| Praga Brno Ostrawa | 16 | Igława               | 53 986                    | wysoczyna               | Pilzno Liberec Ołomuniec |
| Praga Brno Ostrawa | 17 | Frydek-Mistek        | 53 938                    | morawsko-śląski         | Pilzno Liberec Ołomuniec |
| Praga Brno Ostrawa | 18 | Cieplice             | 50 959                    | ustecki                 | Pilzno Liberec Ołomuniec |
| Praga Brno Ostrawa | 19 | Karwina              | 49 724                    | morawsko-śląski         | Pilzno Liberec Ołomuniec |
| Praga Brno Ostrawa | 20 | Karlowe Wary         | 49 353                    | karlowarski             | Pilzno Liberec Ołomuniec |

## Kultura

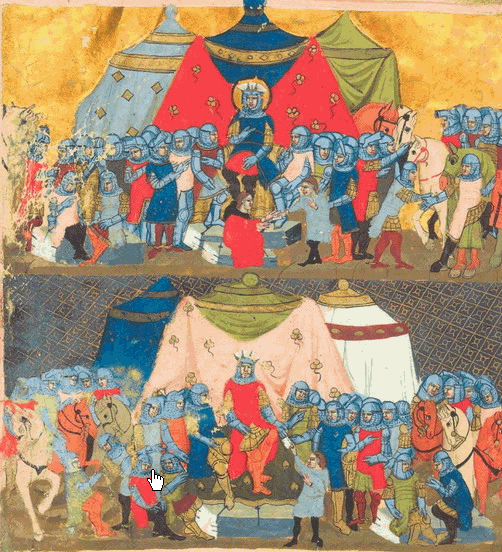
Iluminacja z Kroniki Dalimila, najstarszej czeskojęzycznej kroniki z ok. 1320 r.

### Literatura
Literatura czeska obejmuje całokształt działalności pisarskiej osób, które tradycyjnie związane są z kulturą Czech. Literatura ta jest pisana nie tylko w języku czeskim, ale też w innych językach, m.in. staro-cerkiewno-słowiańskim (np. Proglas), łacinie (np. Kronika Kosmasa) i niemieckim (np. Proces Franza Kafki).
Początki czeskiej literatury wiążą się z misją Cyryla i Metodego, którzy wprowadzili alfabet głagolicki i liturgię staro-cerkiewno-słowiańską. Piśmiennictwo starosłowiańskie było rozwijane w Czechach od IX w. do 1097 r., w XIV i XV w. i ponownie od XIX w. Od X w. zaczyna przenikać do Czech łacina. Dochodzi do rozkwitu literatury religijnej i kronikarstwa (Kronika Kosmasa). W XII w. powstają najstarsze znane teksty religijne w języku czeskim. Około 1360 r. dokonano pierwszego czeskiego tłumaczenia Biblii. W XIV w. nastąpił rozwój czeskojęzycznej literatury świeckiej (Kronika Dalimila, Tkadleček). W XV w. wielki wpływ na literaturę wywarł husytyzm, przyczyniając się do rozwoju traktatów teologicznych i pieśni. Pod koniec XV w. docierają do Czech ideały humanizmu. Dochodzi do rozpowszechnienia druku, dzięki czemu literatura rozprzestrzenia się szeroko poza kręgi duchowne i szlacheckie. Okres działalności protestanckich drukarzy Jiřígo Melantricha i Daniela Adama nazywany jest złotym wiekiem czeskojęzycznej literatury. W okresie tym wydano m.in. Biblię kralicką (1579–1594), pierwszy czeski przekład Pisma Świętego z języków oryginalnych. Po bitwie białogórskiej (1620) nastąpił rozkwit łacińskiej i niemieckiej literatury katolickiej oraz regres literatury czeskojęzycznej. Niemniej czeska literatura protestancka była nadal rozwijana na emigracji, czego dowodem jest twórczość m.in. Jana Ámosa Komenskiego, Václava Kleycha i Pavla Skály.

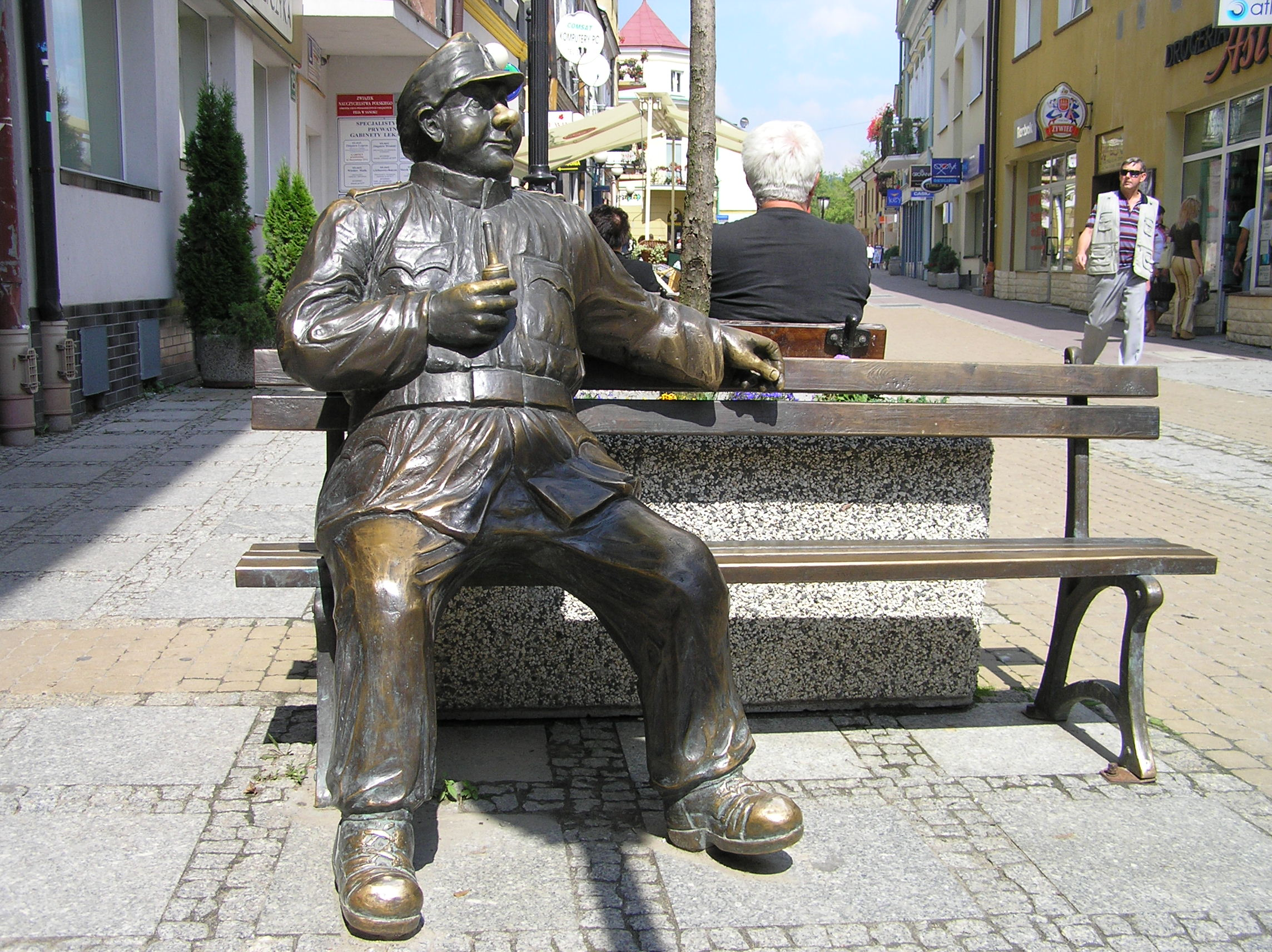
Postać Josefa Szwejka, bohatera antywojennej powieści Jaroslava Haška zyskała międzynarodową sławę. Ławeczka Szwejka w Sanoku

Znaczącą rolę w literaturze czeskiej zajmuje czeskie odrodzenie narodowe, którego zasługą podniesiono status języka czeskiego na równi z niemieckim. Do czołowych przedstawicieli odrodzenia należą Josef Dobrovský, Josef Jungmann i František Palacký. W drugiej połowie XIX w. doszło do szybkiego rozwoju literatury. Czołową pozycję w tym okresie zajmują: romantyzm (Karel Hynek Mácha, Karel Jaromír Erben), realizm (Božena Němcová, Karel Havlíček Borovský, Alois Jirásek) i naturalizm (Karel Matěj Čapek-Chod, Josef Karel Šlejhar). Poetyckie grupy majowców, lumirowców i ruchowców przyczyniły się do rozwoju czeskiej poezji. W 1895 r. został opublikowany Manifest Czeskiej Moderny, który utorował drogę dla Anarchistycznych Burzycieli (Stanislav Kostka Neumann, Jaroslav Hašek, Petr Bezruč). W środowisku poetów proletariackich powstało awangardowe stowarzyszenie Devětsil (Vítězslav Nezval, Jaroslav Seifert, Vladislav Vančura). Do głównych kierunków awangardowych należał poetyzm i surrealizm. Szczególne miejsce w literaturze międzywojnia zajmuje twórczość Karla Čapka. Po 1945 r. socrealizm (Julius Fučík, Marie Majerová, Vítězslav Nezval) stał się ostatnim nurtem jednoznacznie dominującym w literaturze czeskiej. W 1948 r. zadebiutował również Bohumil Hrabal, znajdujący się długo na marginesie literatury oficjalnej. Pozycję najwybitniejszego poety uzyskał Vladimír Holan. W 1968 r. i ponownie w 1989 r. doszło do zniesienia cenzury, w wyniku czego do tej pory zakazana literatura dysydencka (Václav Černý, Egon Bondy, Václav Havel) i emigracyjna (Milan Kundera, Jiří Kolář) ujrzała światło dzienne.

### Teatr

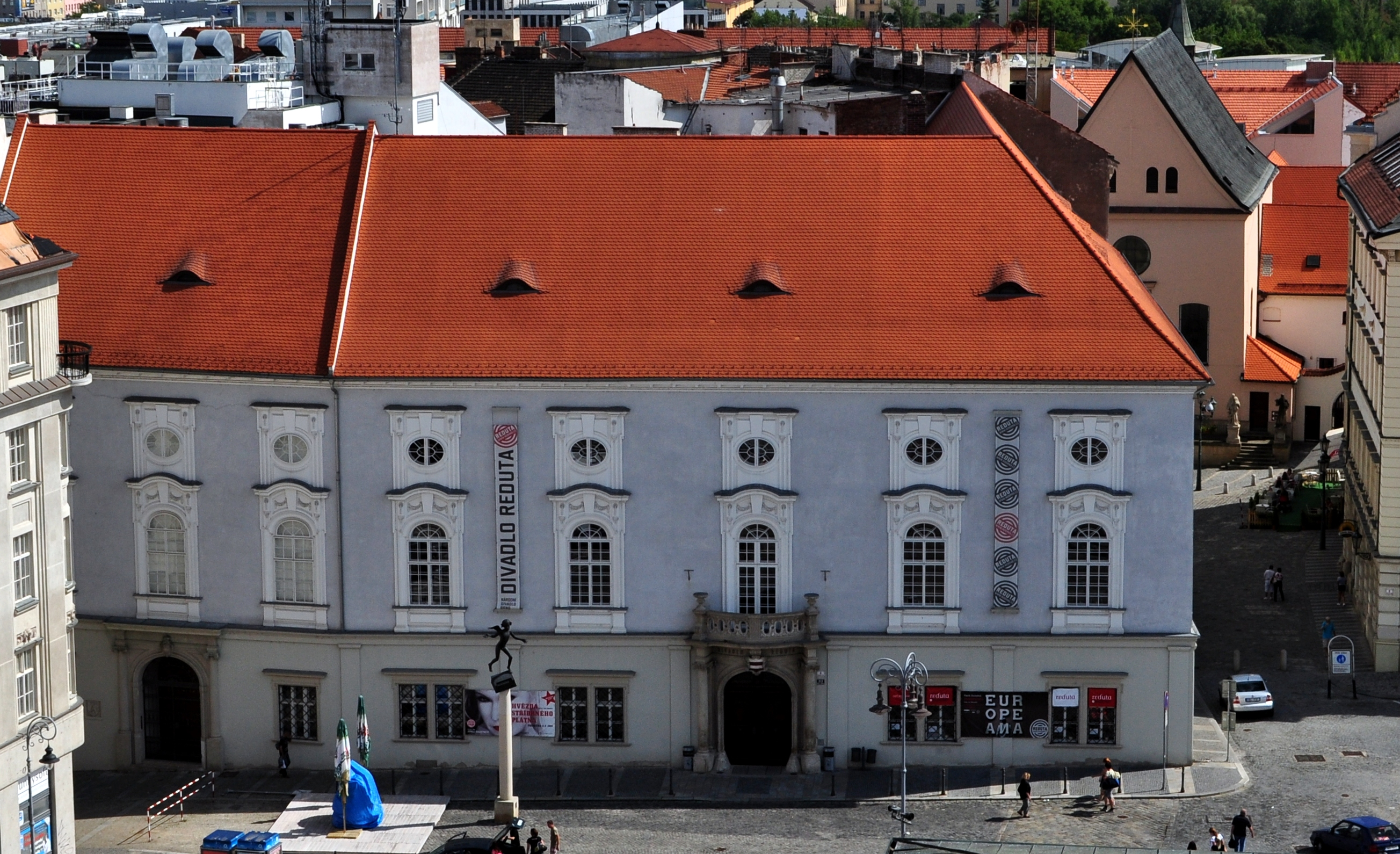
Teatr Reduta w Brnie – najstarszy budynek teatralny w Europie Środkowej

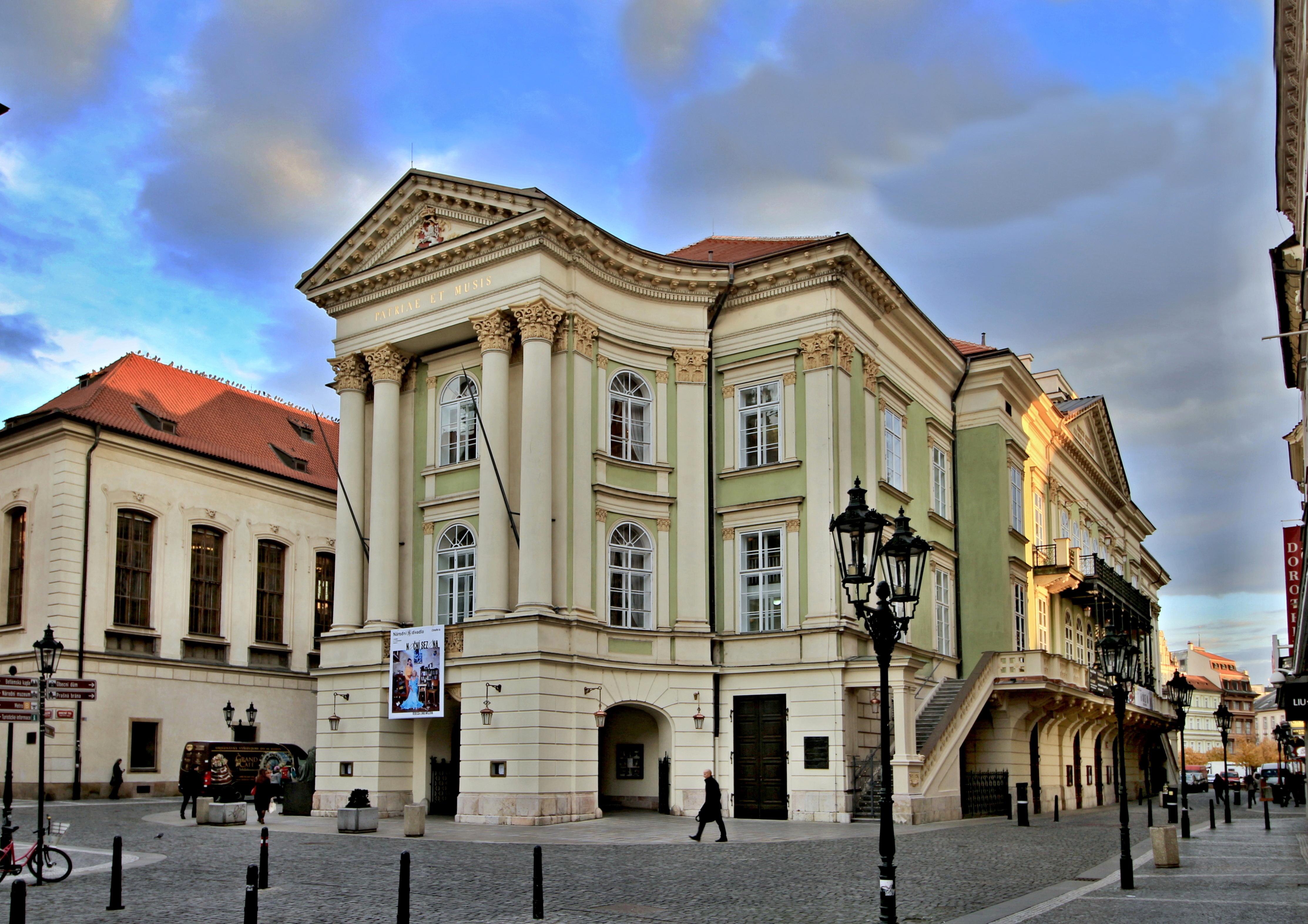
Teatr Estate w Pradze

Tradycje czeskiego teatru sięgają średniowiecza. Najstarszym zachowanym utworem dramatycznym w języku czeskim jest Mastičkář z XIV w. Rozkwit czeskiego teatru nastąpił w XVI w. wraz z modą na wystawianie sztuk na dworach szlacheckich. Do najznaczniejszych autorów tego okresu należą Jan Campanus Vodňanský i Pavel Kyrmezer. Po klęsce białogórskiej (1620) sztuki wystawiano wyłącznie w języku łacińskim, a od ok. 1700 r. także w niemieckim. Niemniej przez cały czas rozwijał się czeski teatr ludowy (tzw. opery hanackie) oraz teatr lalek (Prokop Konopásek, Matěj Kopecký). W 1736 r. rozpoczął swą działalność Teatr Reduta w Brnie, będący najstarszym istniejącym budynkiem teatralnym w Europie Środkowej. W 1739 r. otwarto pierwszy stały praski teatr v Kotcích, gdzie w 1771 r. wystawiono pierwszą sztukę w języku czeskim od co najmniej stu lat. W 1783 r. otwarto Teatr Stanowy, a od 1824 r. regularnie wystawiano już czeskie sztuki teatralne. Na przełomie XVIII i XIX w. nastąpił gwałtowny rozwój teatru, który odegrał znaczącą rolę w czeskim odrodzeniu narodowym (Václav Thám, Josef Kajetán Tyl, Václav Kliment Klicpera). W 1883 r. otworzono Teatr Narodowy w Pradze. W latach 90. XIX w. zaczął w teatrze dominować realizm (Ladislav Stroupežnický, Gabriela Preissová, Emanuel Bozděch) i naturalizm (Vilém Mrštík, Alois Mrštík). W pierwszej połowie XX wieku rozwinął się teatr awangardowy. W 1926 r. rozpoczęło swą działalność Osvobozené divadlo Jiřígo Voskovca i Jana Wericha. Wśród awangardowych nurtów w teatrze dominowały: dadaizm, futuryzm i poetyzm. W drugiej połowie XX w. popularnością cieszyły się teatry małych form, m.in. Semafor, Na zábradlí, Činoherní klub, Husa na provázku oraz Teatr Járy Cimrmana.

### Kino

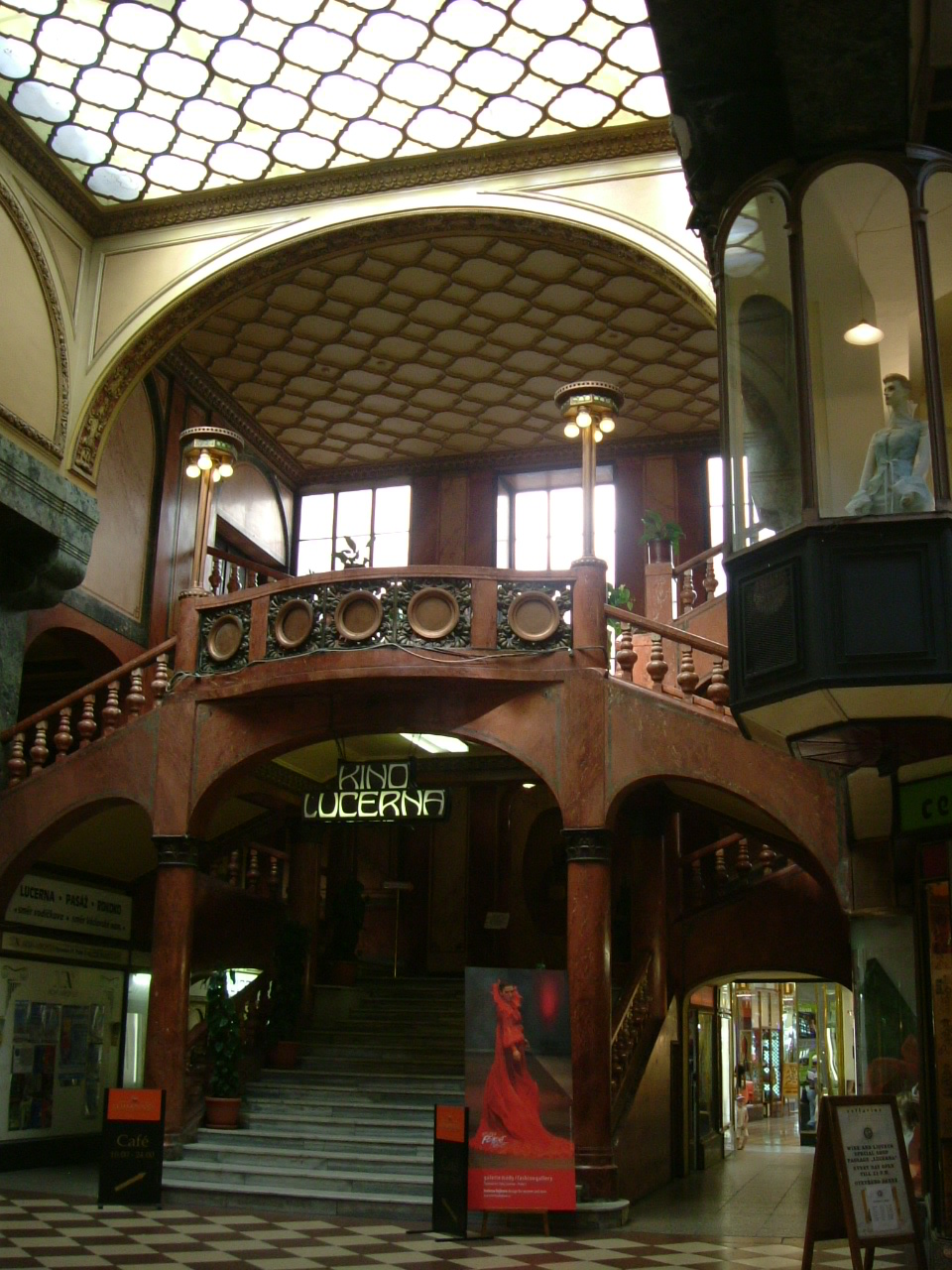
Praska Lucerna – najstarsze, działające nieprzerwanie od 1909 r. kino w Czechach

Najstarsze czeskie nieme filmy powstały w latach 90. XIX wieku. W 1907 roku Viktor Ponrepo otworzył w Pradze pierwsze czeskie stałe kino. Z 1930 r. pochodzi pierwszy film dźwiękowy, pt. Szubieniczna Tonka. Pod koniec lat 30. szczególną popularnością cieszyły się filmy Szkoła podstawą życia (1938) i Droga do głębi duszy studenckiej (1939). Kinematografia czeska rozwijała się również w okresie II wojny światowej. Wielką sławę zyskały komedie z udziałem Vlasty Buriana, m.in. Przy kasie stał... (1939), Przedostatnia stacja (1941) i Niebo i dudy (1941).

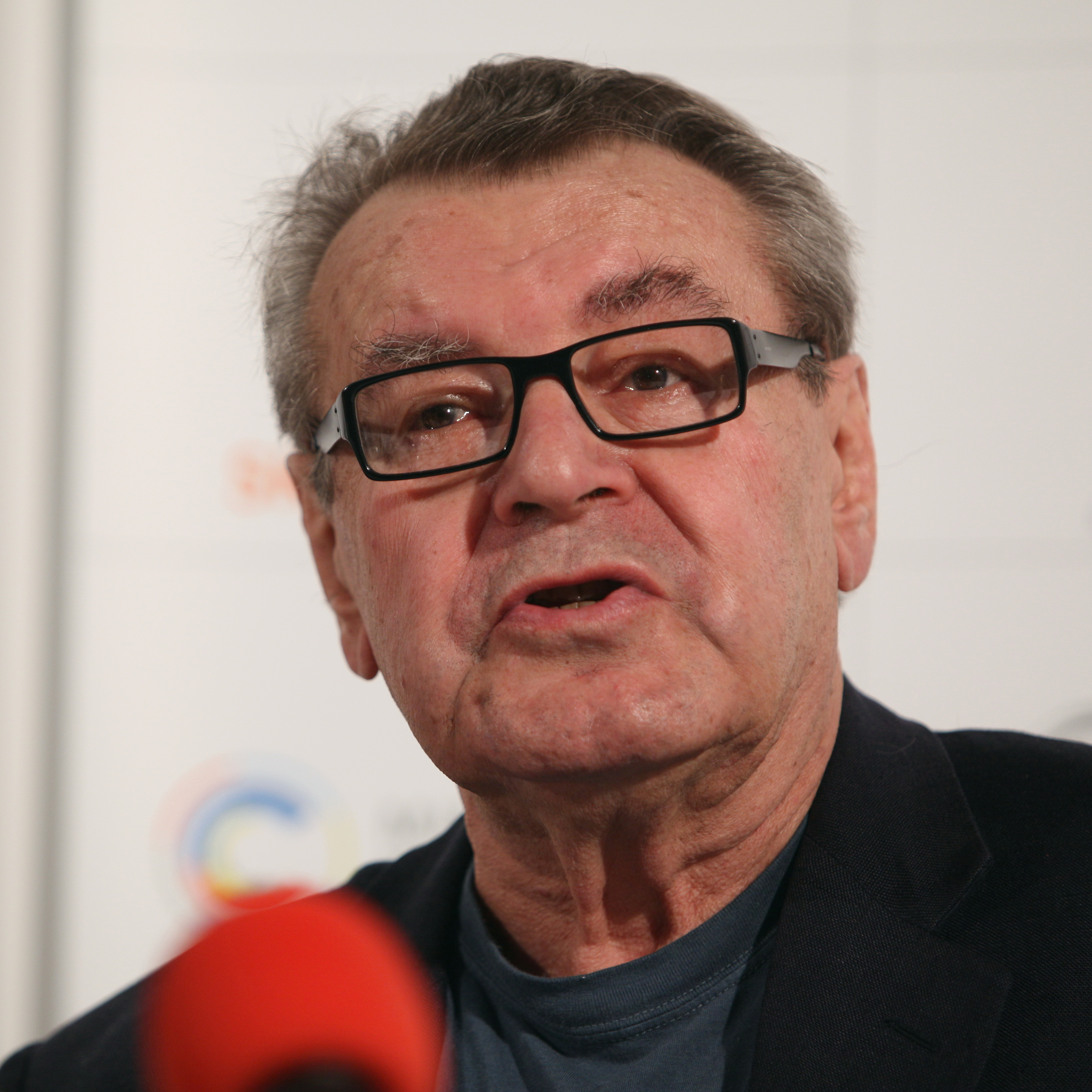
Reżyser filmowy Miloš Forman

Po 1945 r. tematyka wojenna nie odgrywała głównej roli w filmie czechosłowackim, ustępując pola: komedii, kryminałowi i baśni. W 1947 r. został nakręcony Jan Rohacz z Duby – pierwszy czechosłowacki barwny film fabularny. Do najbardziej popularnych filmów z lat 50 należą: Dumna królewna (1952), Był sobie król (1954), Igraszki z diabłem (1956), Dobry wojak Szwejk (1957), Melduję posłusznie (1957), Diabelski wynalazek (1958) i Wyższa zasada (1960). W latach 60. uformowała się Czechosłowacka Nowa Fala. Filmy nowej fali są w opozycji zarówno wobec zachodniego kina ukazującego wyidealizowany świat burżuazji, jak i konserwatywnego nurtu kina radzieckiego. Poruszanymi tematami są miłosne szaleństwa, skrzywiona moralność, jasna i ciemna strona ludzkiej natury. Typowymi środkami wyrazu stały się niearanżowane sceny grane przez amatorów, improwizowane dialogi oraz czarny, absurdalny humor. Głównymi reżyserami nowej fali byli m.in. Miloš Forman, Jiří Menzel, Ivan Passer, Vojtěch Jasný, Juraj Herz i František Vláčil, którzy nierzadko współpracowali ze starymi mistrzami, takimi jak: Oldřich Lipský, Ján Kadár i Otakar Vávra. Powstało wówczas wiele filmów, które do dziś uchodzą za jedne z najlepszych w historii czeskiej kinematografii, m.in. Lemoniadowy Joe (1964), Sklep przy głównej ulicy (1965), Pociągi pod specjalnym nadzorem (1967), Małgorzata, córka Łazarza (1967), Palacz zwłok (1968), Wszyscy dobrzy rodacy (1968), Światowcy (1969) oraz Młot na czarownice (1969).
W okresie normalizacji doszło do odnowienia cenzury i ograniczenia produkcji filmowej. Niektórzy czescy reżyserzy emigrowali wówczas z kraju i odnieśli sukcesy za granicą, m.in. Miloš Forman, Jiří Menzel i Ivan Passer. Niemniej w latach 70. i 80. poziom produkcji był nadal stosunkowo wysoki. W okresie tym powstały m.in. Na skraju lasu (1976), Adela jeszcze nie jadła kolacji (1977), Jara Cimrman śpi (1983), Z diabłami nie ma żartów (1984), Wsi moja sielska, anielska (1985) i Niepewny sezon (1987). Do najbardziej popularnych seriali należały m.in. Grzeszni ludzie Pragi (1968) i Karkonoskie baśnie (1974). Dużą popularnością cieszyły się bajki animowane dla dzieci, np. Krecik (1956), Rozbójnik Rumcajs (1967), Bajki z mchu i paproci (1968) i Sąsiedzi (1976).
Po 1989 r. pomimo zniesienia cenzury i prywatyzacji przemysłu filmowego poziom produkcji filmowej zaczął spadać. Do najbardziej popularnych filmów nakręconych w latach 90. należą: Szkoła podstawowa (1991), Pod jednym dachem (1999) i Musimy sobie pomagać (2000). Ważnymi koprodukcjami z udziałem Czech są m.in. Underground (1995), Kola (1996), Zabić Sekala (1998), Żelary (2003) i Bracia Karamazow (2007). Do popularnych seriali należą m.in. Przygody kryminalistyki (1989), Czeska soda (1993) i Żandarmskie humoreski (2000).

### Muzyka
Do najbardziej popularnych czeskich kompozytorów należy Antonín Dvořák. Znaczną sławę zyskali także: Leoš Janáček, Bedřich Smetana, Bohuslav Martinů, Adam Michna z Otradovic, Heinrich Biber, Jan Dismas Zelenka, Johann Stamitz i Jan Ladislav Dusík. Do gwiazd estrady należą m.in. Karel Gott i Helena Vondráčková.

### Sztuki piękne
Najstarsze zachowane budowle pochodzą z okresu przedromańskiego, np. Rotunda śś. Piotra i Pawła w Budeču (ok. 895). Z X wieku pochodzą najstarsze romańskie zabytki, m.in. Bazylika św. Jerzego w Pradze (921), rotunda św. Katarzyny w Znojmie (połowa XI wieku). W XIII wieku do Czech zaczyna przenikać styl gotycki. Do architektury przejściowej romańsko-gotyckiej należy bazylika św. Prokopa w Třebíču. Powstają pierwsze klasztory, miejskie zabudowania gotyckie oraz najstarsze zamki (klasztor w Vyšším Brodzie). Rozkwit architektury gotyckiej następuje w okresie panowania Karola IV i Jagiellonów. Do czołowych czeskich architektów tego okresu należą Petr Parléř i Benedykt Rejt (Karlštejn, Most Karola w Pradze, kościół Najświętszej Marii Panny przed Tynem, archikatedra Świętych Wita, Wacława i Wojciecha w Pradze, sala władysławowska). Do późnego stylu gotyckiego należą: studnia, Kaplica Czaszek i kościół św. Barbary w Kutnej Horze. Pod koniec XV wieku pojawiają się pierwsze budowle renesansowe, przede wszystkim zamki, pałace i domy miejskie (Belweder w Pradze, zamek w Czeskim Krumlowie, pałac w Litomyšlu, domy mieszczańskie w Telczu i Slawonicach). Przedstawicielem czeskiej architektury postgotyckiej był Jan Blažej Santini-Aichel (kościół na Zelenej Horze). Do rozwoju architektury barokowej doszło w okresie panowania Habsburgów. Do głównych architektów barokowych działających na ziemiach czeskich należeli: Giovanni Pietro Tencalla (Pałac Arcybiskupi w Kromieryżu), Carlo Lurago (Clementinum), Francesco Caratti (Pałac Czerniński w Pradze), Jan Baptista Mathey (Pałac Arcybiskupi w Pradze, Pałac Toskański w Pradze, Pałac Trojski), František Maxmilián Kaňka (zamek Karlova Koruna), Kryštof Dientzenhofer (bazylika św. Małgorzaty w Břevnovie) i Kilian Ignaz Dientzenhofer (kościoły św. Mikołaja na Małej Stranie i w Starym Mieście). Przykładami późnego baroka i rokoka są pałac Bellarie w Czeskim Krumlowie i pałac w Buchlovicach. Unikatowym zabytkiem baroku wiejskiego jest zabudowa wsi Holaszowice. W XVIII wieku do Czech zaczyna przenikać klasycyzm (Teatr Stanowy). Do przykładów empire należy pałac Kačina (1802–1822). W XIX wieku ufundowano szereg okazałych budynków neogotyckich i neorenesansowych, np. kościół Wniebowzięcia Marii Panny i Jana Chrzciciela w Sedlcu, Teatr Narodowy w Pradze, pałace w Hlubokiej, Průhonicach i Lednicach. Na końcu XIX i w I połowie XX wieku pojawiło się wiele nowych, zróżnicowanych kierunków: secesja, kubizm, rondokubizm, ekspresjonizm, styl narodowy, funkcjonalizm itd. Do głównych architektów secesyjnych należą: Antonín Balšánek, Osvald Polívka, Josef Fanta i Jan Letzel. Symbolami secesji stały się Miejski Dom Reprezentacyjny w Pradze i Praha hlavní nádraží. Do głównych przedstawicieli specyficznej, czeskiej architektury kubistycznej należy Josef Gočár (Pawilon w Lázniach Bohdaneč, Dom Pod Czarną Matką Bożą). Architekci Pavel Janák i Dušan Jurkovič podjęli próby stworzenia czeskiego i słowackiego stylu narodowego (Krematorium Pardubickie, Pałac Adria w Pradze). W latach 20. XX wieku w architekturze nastąpił ogólny zwrot w kierunku funkcjonalizmu (Veletržní palác w Pradze, wieżowiec Baťi w Zlinie, willa Tugendhatów w Brnie). Do głównych przedstawicieli funkcjonalizmu należą Jan Kotěra i Josef Gočár. Od lat 50. XX wieku dominował socrealizm (Hotel Jałta w Pradze, osiedle Poruba w Ostrawie). Neoklasycystyczny wariant socrealizmu reprezentuje Hotel International w Pradze. Po wystawie w Brukseli w 1958 roku pojawia się tzw. „brukselska odmiana” scorealizmu, charakteryzująca się obłymi formami i szklanymi fasadami (Pawilon Expa w Pradze).
Pierwsze dowody działalności rzeźbiarskiej na ziemiach czeskich pochodzą z paleolitu. Szczególną sławę zyskała sobie figurka Wenus z Dolních Věstonic. Rzeźba w okresie romańskim stanowiła głównie uzupełnienie architektury (tympanon klasztoru Porta coeli). Największe zbiory rzeźby romańskiej i gotyckiej posiada Lapidarium Muzeum Narodowego w Pradze. Gwałtowny rozwój rzeźby nastąpił w okresie gotyku (tryforium katedry Świętego Wita w Pradze, rzeźby staromiejskiej wieży mostowej w Pradze, nagrobki królewskie, madonny, piety itd.). W okresie baroku powstały rzeźby zdobiące gotycki Most Karola w Pradze i rzeźby apostołów z kościoła św. Salwatora w Pradze dłuta Jana Jiříego Bendla. Do okazałych projektów z pogranicza architektury i rzeźby należy barokowa Kolumna Trójcy Przenajświętszej w Ołomuńcu. Najważniejszym rzeźbiarzem tworzącym w stylu barokowo-klasycystycznym był Ignaz Franz Platzer. Do przedstawicieli klasycyzmu należą: Josef Malínský, František Xaver Lederer, Josef Max i Emanuel Max.
Najstarsze zachowane malowidła na ziemiach czeskich pochodzą z paleolitu. Pierwsze malowidła romańskie datowane są na XI (poczet władców czeskich w rotundzie św. Katarzyny w Znojmie wykonany w technice al secco), a gotyckie na XIV wiek (ołtarze z Wyższego Brodu i Trzeboni). Do rozwoju malarstwa renesansowego doszło w trakcie panowania Rudolfa II, który sprowadził na swój dwór w Pradze wielu zagranicznych artystów. Czołowymi przedstawicielami malarstwa barokowego są: Karel Škréta, Jan Kryštof Liška, Jan Kupecký, Petr Brandl, Wenzel Lorenz Reiner, Norbert Grund i Franz Xaver Karl Palko. W Czechach działali także austriaccy malarze freskowi, np. Johann Lucas Kracker i Franz Anton Maulbertsch. Wpływ romantyzmu jest szczególnie widoczny w płótnach Josefa Mánesa. Ogromne znaczenie dla czeskiego malarstwa ma działalność Alfonsa Muchy, znanego głównie ze swoich plakatów secesyjnych oraz 20 wielkoformatowych płócien tworzących cykl Epopeja słowiańska i przedstawiających dzieje narodów słowiańskich. Tematykę historyczną podejmowali także Mikoláš Aleš i Karel Svoboda. Do najważniejszych przedstawicieli modernizmu w malarstwie należą: Jan Preisler, Antonín Slavíček, František Kupka i Max Švabinský. W twórczości awangardowych artystów dominował kubizm i surrealizm (Jan Zrzavý, Jindřich Štyrský, Toyen i Karel Teige). Do czołowych czeskich fotografów należą m.in. František Drtikol i Miroslav Hák.

### Święta państwowe
| Data             | Polska nazwa                                     | Oryginalna nazwa                               |
| ---------------- | ------------------------------------------------ | ---------------------------------------------- |
| 1 stycznia       | Dzień odnowienia niepodległego państwa czeskiego | Den obnovy samostatného českého státu          |
| (święto ruchome) | Wielki Piątek                                    | Velký pátek                                    |
| (święto ruchome) | Poniedziałek Wielkanocny                         | Velikonoční pondělí                            |
| 1 maja           | Święto Pracy                                     | Svátek práce                                   |
| 8 maja           | Dzień Zwycięstwa                                 | Den vítězství                                  |
| 5 lipca          | Dzień słowiańskich apostołów Cyryla i Metodego   | Den slovanských věrozvěstů Cyrila a Metoděje   |
| 6 lipca          | Dzień spalenia mistrza Jana Husa                 | Den upálení mistra Jana Husa                   |
| 28 września      | Dzień czeskiej państwowości                      | Den české státnosti                            |
| 28 października  | Dzień powstania Czechosłowacji                   | Den vzniku samostatného československého státu |
| 17 listopada     | Dzień walki za wolność i demokrację              | Den boje za svobodu a demokracii               |
| 24 grudnia       | Wigilia Bożego Narodzenia                        | Štědrý den                                     |
| 25 grudnia       | Boże Narodzenie                                  | 1. svátek vánoční (Narození Páně)              |
| 26 grudnia       | Dzień Świętego Szczepana                         | 2. svátek vánoční (Svátek svatého Štěpána)     |

## Prawo do posiadania broni i poprawka do Konstytucji
W Czechach w 2017 roku trwały prace nad wpisaniem prawa do posiadania broni i amunicji do konstytucji. Poprawkę zaakceptowała Izba Niższa.